# Liste der Biografien/Ok
Liste der Biografien |
Portal Biografien |
Personensuche
# |
A |
B |
C |
D |
E |
F |
G |
H |
I |
J |
K |
L |
M |
N |
O |
P |
Q |
R |
S |
T |
U |
V |
W |
X |
Y |
Z |
?
 
Oa |
Ob |
Oc |
Od |
Oe |
Of |
Og |
Oh |
Oi |
Oj |
Ok |
Ol |
Om |
On |
Oo |
Op |
Oq |
Or |
Os |
Ot |
Ou |
Ov |
Ow |
Ox |
Oy |
Oz
Die Liste der Biografien führt alle Personen auf, die in der deutschsprachigen Wikipedia einen Artikel haben. Dieses ist eine Teilliste mit 685 Einträgen von Personen, deren Namen mit den Buchstaben „Ok“ beginnt.

## Ok
- Ok, Hilmi (1932–2020), türkischer Fußballschiedsrichter
- Ok, Kim-ki, nordkoreanische Basketballspielerin
- Ok, Li-ke, nordkoreanische Basketballspielerin
- Ok, Simon Hyun-jjn (* 1968), südkoreanischer Geistlicher, römisch-katholischer Erzbischof von Gwangju

### Oka
- Oka, Asajirō (1868–1944), japanischer Biologe
- Oka, Hiroki (* 1988), japanischer Fußballspieler
- Oka, Hitomi (* 1986), japanische Badmintonspielerin
- Oka, Ichinosuke (1860–1916), japanischer Generalleutnant und Heeresminister
- Oka, Jun’ichi, japanischer Badmintonspieler
- Oka, Kiyoshi (1901–1978), japanischer Mathematiker
- Oka, Masao (1898–1982), japanischer Ethnologe
- Oka, Masi (* 1974), japanischer Schauspieler und Visual-Effects-KünstlerMasi Oka (* 1974)

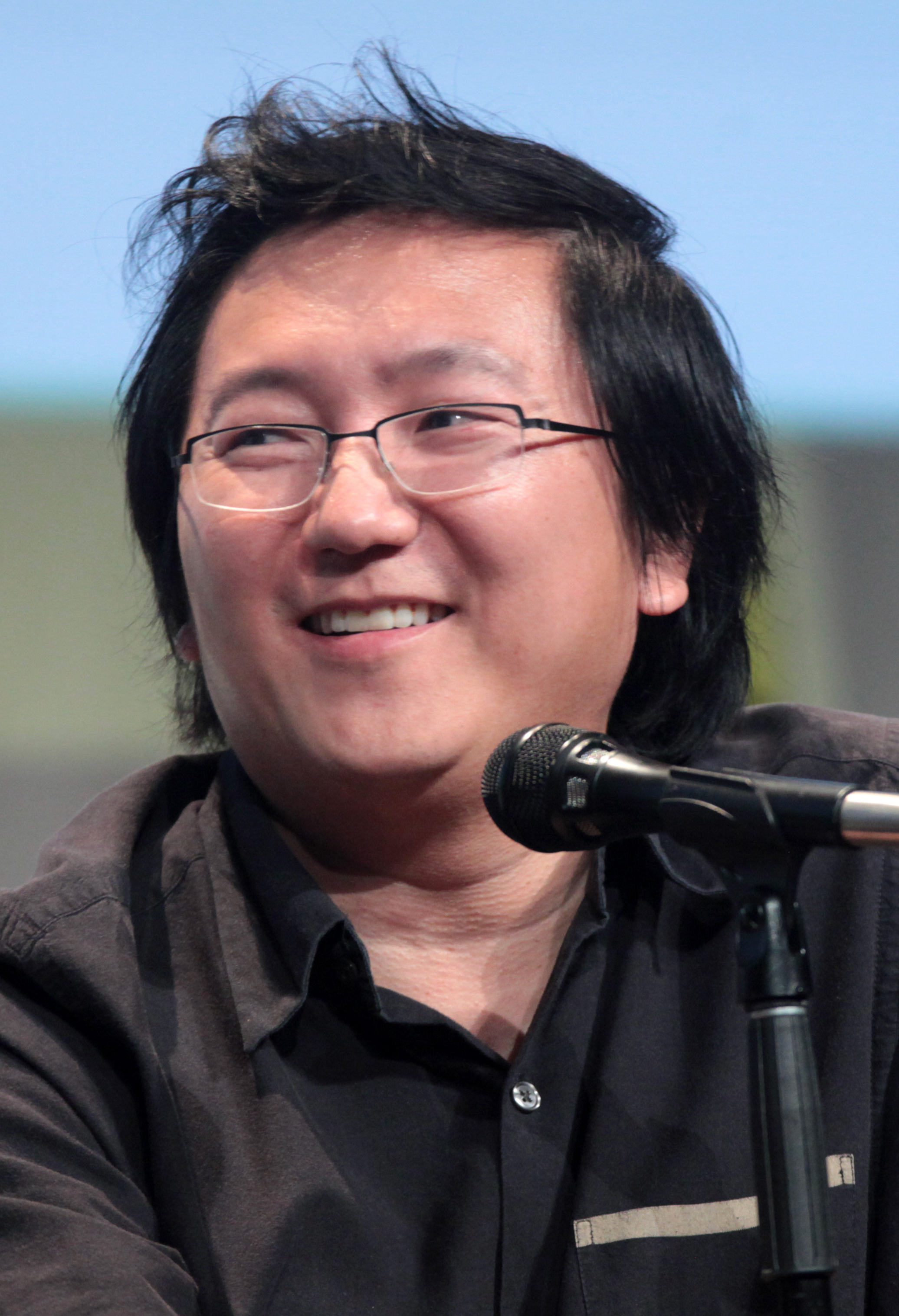
Masi Oka (* 1974)

- Oka, Michiaki, japanischer Badmintonspieler
- Oka, Shigeki (1878–1959), japanischer Journalist und Sozialist
- Oka, Shikanosuke (1898–1978), japanischer Maler
- Oka, Shinnosuke (* 2003), japanischer TurnerShinnosuke Oka (* 2003)

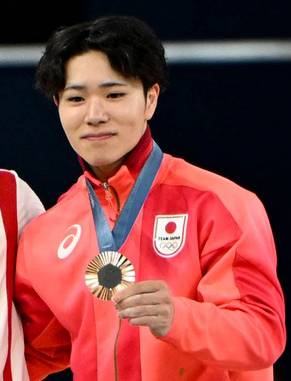
Shinnosuke Oka (* 2003)

- Oka, Takazumi (1890–1973), Vizeadmiral der Kaiserlich Japanischen Marine
- Oka, Takeshi (* 1932), kanadischer Chemiker
- Oka, Teppei (* 2001), japanischer Fußballspieler
- Oka, Yoshiki (* 1994), japanischer Fußballspieler
- Oka, Yoshitake (1902–1990), japanischer Politikwissenschaftler
- Okabe, Kinjirō (1896–1984), japanischer Elektroingenieur
- Okabe, Nao (* 1988), japanische Sprinterin
- Okabe, Takanobu (* 1970), japanischer Skispringer
- Okabe, Tetsuya (* 1965), japanischer Slalom-Skifahrer
- Okáč, Jiří (* 1963), tschechischer Basketballspieler
- Okada, Beisanjin (1744–1820), japanischer Maler
- Okada, Dai (* 1985), japanischer Fußballspieler
- Okada, Daryn (* 1960), US-amerikanischer Kameramann
- Okada, Eiji (1920–1995), japanischer Schauspieler
- Okada, Fumiko (1949–2005), japanische Manga-Zeichnerin
- Okada, Hankō (1782–1846), japanischer Maler im Literaten-Stil
- Okada, Harumitsu (* 1960), japanischer Radrennfahrer
- Okada, Hideki (* 1958), japanischer Autorennfahrer
- Okada, Hirotaka (* 1967), japanischer Judoka
- Okada, Katsuya (* 1953), japanischer Politiker
- Okada, Kazuchika (* 1987), japanischer WrestlerKazuchika Okada (* 1987)

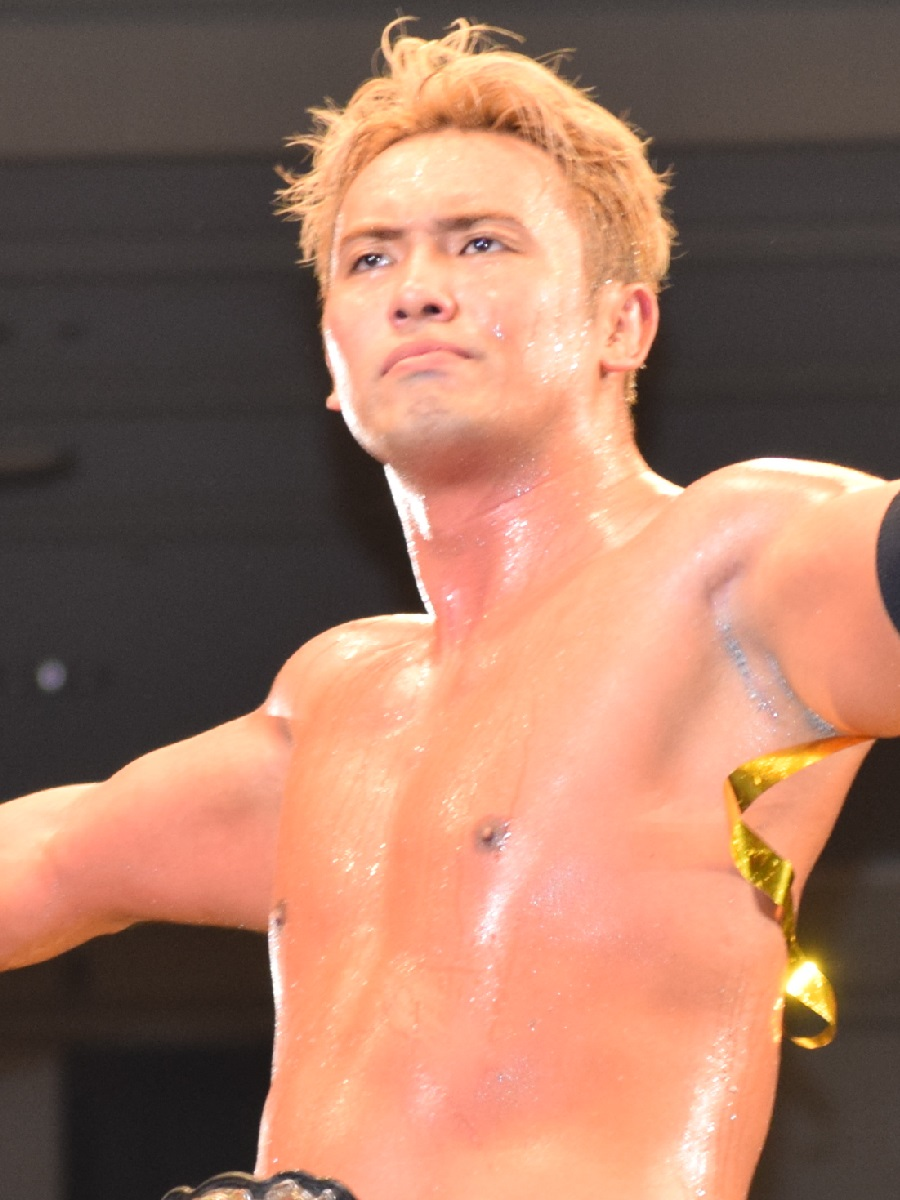
Kazuchika Okada (* 1987)

- Okada, Kazuo (* 1942), japanischer Unternehmer
- Okada, Keiju (* 1995), japanischer Regattasegler
- Okada, Keisuke (1868–1952), japanischer Admiral und Politiker, 31. Premierminister Japans

Amaka Okafor

- Okada, Kenzo (1902–1982), US-amerikanischer Maler japanischer Abstammung
- Okada, Kumiko (* 1991), japanische Geherin
- Okada, Mari (* 1976), japanische Drehbuchautorin
- Okada, Mariko (* 1933), japanische Schauspielerin
- Okada, Masumi (1935–2006), japanischer Schauspieler
- Okada, Mei (* 1996), japanische Seiyū und Idol
- Okada, Mokichi (1882–1955), japanischer Religionsgründer und Kunstsammler
- Okada, Naohiko (* 1978), japanischer Fußballspieler
- Okada, Peter Takeo (1941–2020), japanischer Geistlicher und römisch-katholischer Erzbischof von Tokio
- Okada, Rana (* 1991), japanische Snowboarderin
- Okada, Rei (* 2002), japanischer Fußballspieler
- Okada, Ryōta (* 1988), japanischer Fußballspieler
- Okada, Ryū (* 1984), japanischer Fußballspieler
- Okada, Ryūji (* 1974), japanischer Fußballspieler
- Okada, Saburōsuke (1869–1939), japanischer Maler
- Okada, Satoru, japanischer Spieleentwickler bei Nintendo
- Okada, Shin’ichirō (1883–1932), japanischer Architekt
- Okada, Shinji (* 1996), japanischer Fußballspieler
- Okada, Shōhei (* 1989), japanischer Fußballspieler
- Okada, Tadayuki (* 1967), japanischer Motorradrennfahrer
- Okada, Takematsu (1874–1956), japanischer Meteorologe
- Okada, Takeshi (* 1956), japanischer Fußballspieler und -trainer
- Okada, Tamechika (1823–1864), japanischer Maler
- Okada, Tokindo (1927–2017), japanischer Entwicklungsbiologe
- Okada, Tsutomu (1948–2013), japanischer Jazzmusiker
- Okada, Yamato (* 2001), japanischer Fußballspieler
- Okada, Yoshio (1926–2002), japanischer Fußballspieler
- Okada, Yoshio (1928–2008), japanischer Mediziner und Zellbiologe
- Okada, Yūki (* 1983), japanischer Fußballspieler
- Okada, Yūki (* 1996), japanischer Fußballspieler
- Okada, Yukiko (1967–1986), japanische Sängerin
- Okada, Yūsei (* 1987), japanischer Fußballspieler
- Okae, Kumiko (1956–2020), japanische Schauspielerin und Synchronsprecherin
- Okafor, Alex (* 1991), US-amerikanischer American-Football-Spieler
- Okafor, Amaka, britische SchauspielerinAmaka Okafor
- Okafor, Emeka (* 1982), US-amerikanischer Basketballspieler
- Okafor, Jahlil (* 1995), US-amerikanischer Basketballspieler
- Okafor, Nelson (* 2003), deutscher Basketballspieler
- Okafor, Noah (* 2000), Schweizer FußballspielerNoah Okafor (* 2000)

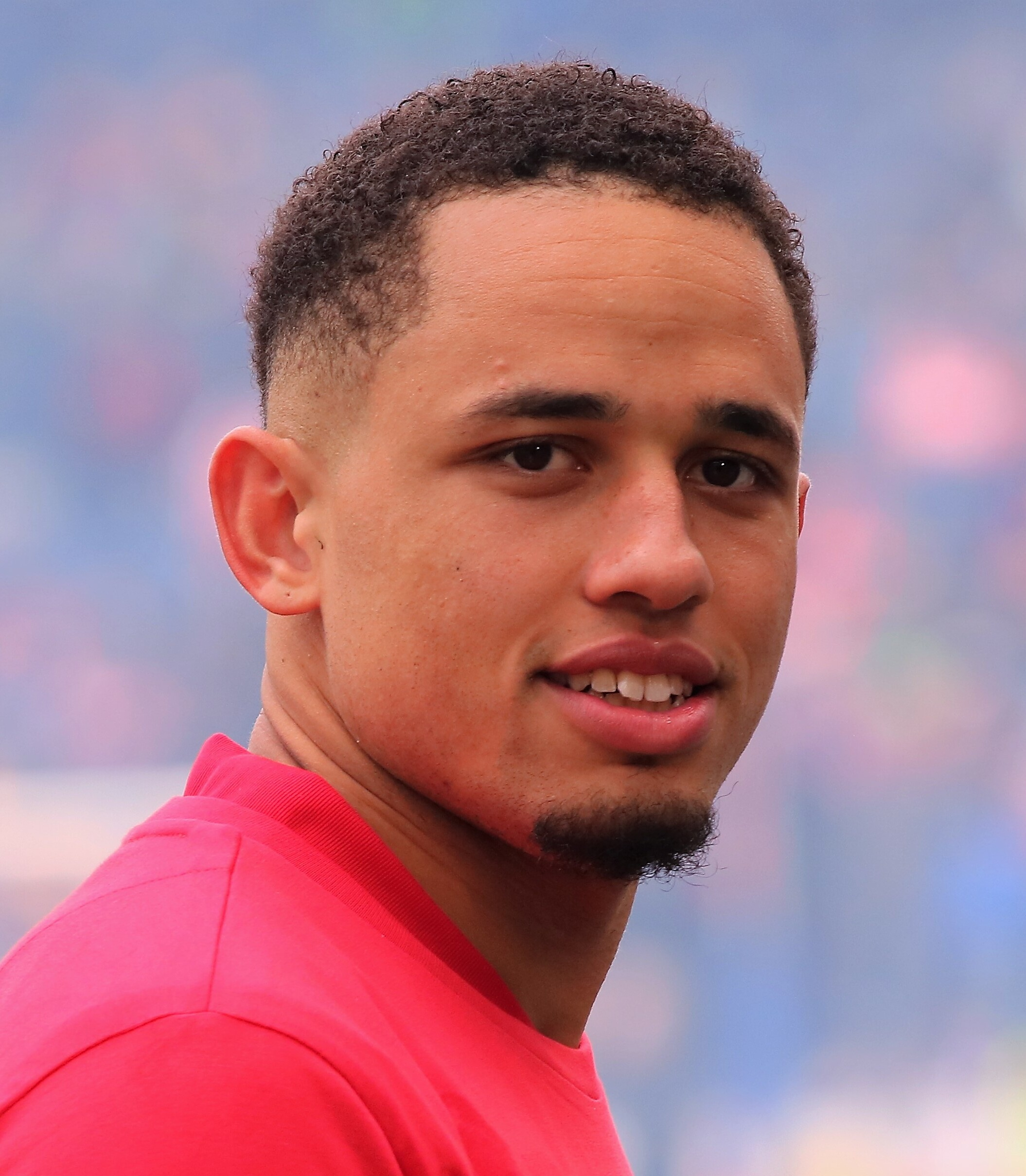
Noah Okafor (* 2000)

- Okafor, Regina (1944–2005), nigerianische Sprinterin
- Okafor, Simon Akwali (1934–2014), nigerianischer Geistlicher, römisch-katholischer Bischof von Awka
- Okafor, Uche (1967–2011), nigerianischer Fußballspieler
- Okagbare, Blessing (* 1988), nigerianische Weit- und Dreispringerin
- Okah, Henry (* 1965), nigerianischer Rebellenführer
- Okahara, Shinya (* 1954), japanischer Pianist und Musikpädagoge
- Okai, Atukwei (1941–2018), ghanaischer Schriftsteller und Hochschullehrer
- Okai, Sheila (* 1979), ghanaische Fußballspielerin
- Okaikoi, Zita, ghanaische Politikerin und Diplomatin
- Okajima, Kiyonobu (* 1971), japanischer Fußballspieler
- Okaka, Stefano (* 1989), italienischer Fußballspieler nigerianischer Abstammung
- Okakura, Kakuzō (1862–1913), japanischer Kunstwissenschaftler und -förderer
- Okál, Miroslav (* 1970), tschechischer Eishockeyspieler
- Okáli, Daniel (1903–1987), tschechoslowakischer Literaturkritiker, Dichter, Publizist sowie Politiker
- Okalik, Paul (* 1964), kanadischer Politiker, Parlamentsabgeordneter Nunavut
- Okáľová, Martina (* 1997), slowakische Tennisspielerin
- Okamatsu, Kazuo (1931–2012), japanischer Schriftsteller
- Okamatsu, Santarō (1871–1921), japanischer Jurist und Universitätsprofessor
- Okami, Kei (1859–1941), japanische Ärztin
- Okamoto, Akito (* 1998), japanischer Fußballspieler
- Okamoto, Ayako (* 1951), japanische Golfspielerin
- Okamoto, Geoffrey (* 1985), US-amerikanischer Politiker, stellvertretender Direktor des Internationalen Währungsfonds
- Okamoto, Hayato (* 1974), japanischer Fußballspieler
- Okamoto, Hideya (* 1987), japanischer Fußballspieler
- Okamoto, Hisataka (* 1933), japanischer Fußballspieler
- Okamoto, Ippei (1886–1948), japanischer Manga-Zeichner und Karikaturist
- Okamoto, Kanoko (1889–1939), japanische Schriftstellerin
- Okamoto, Kansuke (1839–1904), japanischer Entdecker und Kartograf
- Okamoto, Kazuma (* 2003), japanischer Fußballspieler
- Okamoto, Kidō (1872–1939), japanischer Dramatiker
- Okamoto, Kihachi (1923–2005), japanischer Filmregisseur
- Okamoto, Kōji (* 1976), japanischer Fußballspieler
- Okamoto, Kōzō (* 1947), japanischer TerroristKōzō Okamoto (* 1947)

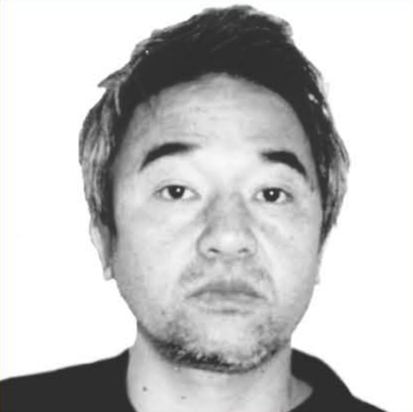
Kōzō Okamoto (* 1947)

- Okamoto, Lynn (* 1970), japanischer Mangaka
- Okamoto, Masahiro (* 1983), japanischer Fußballtorhüter
- Okamoto, Michiya (* 1995), japanischer Fußballspieler
- Okamoto, Misugu (* 2006), japanische Skateboarderin
- Okamoto, Nobuhiko (* 1986), japanischer Synchronsprecher
- Okamoto, Ren’ichirō (1878–1934), japanischer Generalleutnant
- Okamoto, Ryūgo (* 1973), japanischer Fußballspieler
- Okamoto, Ryūnosuke (* 1984), japanischer Fußballspieler
- Okamoto, Seiko (* 1978), japanische Tennisspielerin
- Okamoto, Shinsō (1894–1933), japanischer Maler
- Okamoto, Shōsei (* 2000), japanischer Fußballspieler
- Okamoto, Tadanari (1932–1990), japanischer Animator
- Okamoto, Takeshi (* 1991), japanischer Fußballspieler
- Okamoto, Takeyuki (* 1967), japanischer Fußballspieler
- Okamoto, Takuya (* 1992), japanischer Fußballspieler
- Okamoto, Tao (* 1985), japanisches Model und SchauspielerinTao Okamoto (* 1985)

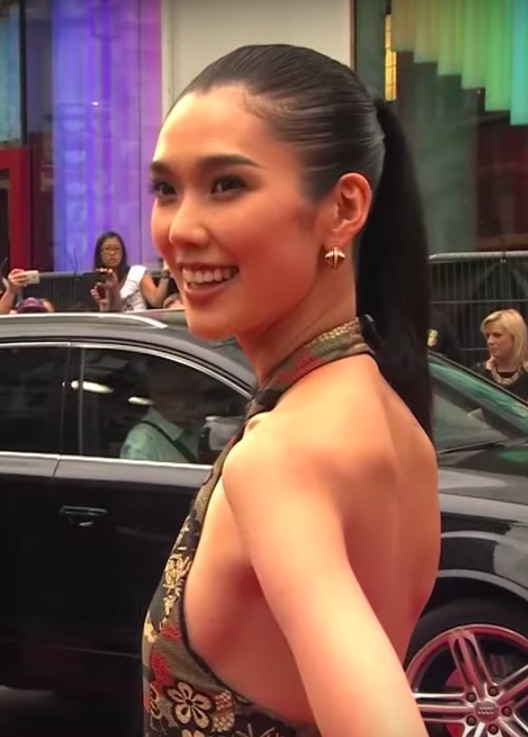
Tao Okamoto (* 1985)

- Okamoto, Tarō (1911–1996), japanischer Künstler
- Okamoto, Tatsuya (* 1986), japanischer Fußballspieler
- Okamoto, Tetsuo (1932–2007), brasilianischer Schwimmer
- Okamoto, Tomotaka (* 1990), japanischer Fußballspieler
- Okamoto, Toyohiko (1773–1845), japanischer Maler der Maruyama-Shijō-Schule
- Okamoto, Utako (1918–2016), japanische Ärztin und Medizinwissenschaftlerin
- Okamoto, Yasuaki (* 1988), japanischer Fußballspieler
- Okamoto, Yoichi (1915–1985), US-amerikanischer Fotograf
- Okamoto, Yoriko (* 1971), japanische Taekwondoin
- Okamoto, Yoshiki (* 1961), japanischer Designer von Videospielen
- Okamoto, Yūki (* 1983), japanischer Fußballspieler
- Okamura, Akemi (* 1969), japanische Synchronsprecherin (Seiyū)
- Okamura, Akihiko (1929–1985), japanischer Fotoreporter
- Okamura, Allison, US-amerikanische Maschinenbauerin, Informatikerin und Hochschullehrerin
- Okamura, Anto (* 1997), japanischer Fußballspieler
- Okamura, Daihachi (* 1997), japanischer Fußballspieler
- Okamura, Kazumi (* 1957), japanische Juristin
- Okamura, Kazuya (* 1987), japanischer Fußballspieler
- Okamura, Kyōka (* 1995), japanische Tennisspielerin
- Okamura, Sōta (* 1977), japanischer Skispringer
- Okamura, Tensai (* 1961), japanischer Regisseur und Animator
- Okamura, Teruichi (* 1948), japanischer Kunstturner
- Okamura, Tomio (* 1948), japanischer Skilangläufer
- Okamura, Tomio (* 1972), tschechischer Unternehmer und PolitikerTomio Okamura (* 1972)

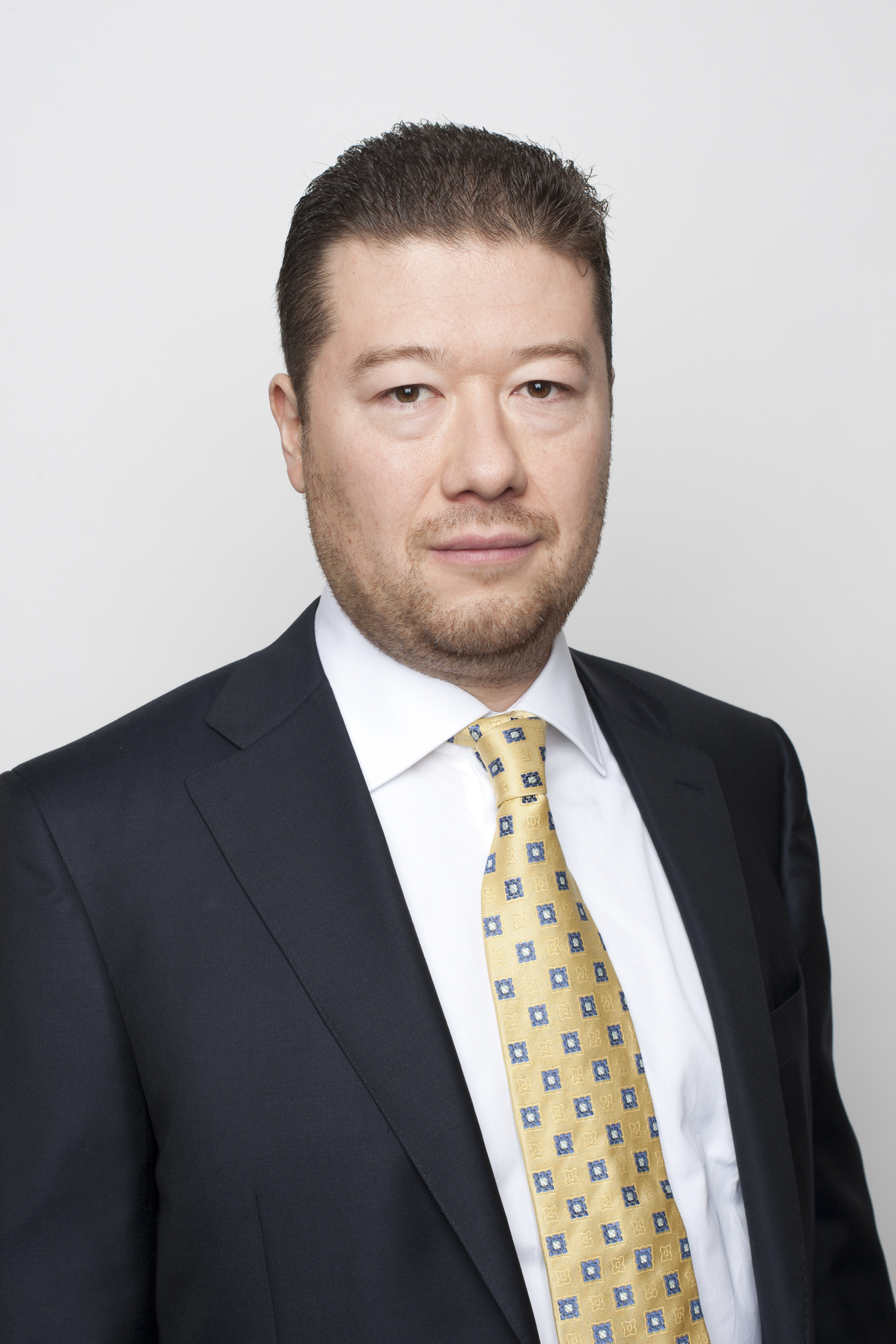
Tomio Okamura (* 1972)

- Okamura, Utarō (1899–1971), japanischer Maler
- Okamura, Yasuji (1884–1966), japanischer General
- Okamura, Yoshiki (* 1977), japanischer Fußballspieler
- Okan, Onur (* 1984), türkischer Fußballspieler
- Okan, Orhan (* 1969), deutscher Schauspieler türkischer Abstammung
- Okan, Orkan, deutscher Bildungswissenschaftler, Gesundheitswissenschaftler und Hochschullehrer
- Okana-Stazi, Burnel (* 1983), kongolesischer Fußballspieler
- Okanaka, Hayato (* 1968), japanischer Fußballspieler
- O’Kane, Dene (1963–2024), neuseeländischer Snookerspieler
- O’Kane, Eamon (* 1982), irischer Boxer
- O’Kane, Eimear, irische Filmproduzentin
- O’Kane, Eunan (* 1990), irischer Fußballspieler
- O’Kane, Mary (* 1954), australische Ingenieurin
- Okane, Naoya (* 1988), japanischer Fußballspieler
- Okanishi, Ichū (1639–1711), japanischer Haiku-Dichter
- Okanishi, Kōsuke (* 1990), japanischer Fußballspieler
- Okaniwa, Shūto (* 1999), japanischer Fußballspieler
- Okaniwa, Yūki (* 1995), japanischer Fußballspieler
- Okano, Hirohiko (* 1924), japanischer Dichter
- Okano, Hitoshi, japanischer Jazzmusiker
- Okano, Isao (* 1944), japanischer Judoka
- Okano, Jun (* 1997), japanischer Fußballspieler
- Okano, Keijirō (1865–1925), japanischer
- Okano, Lyrica (* 1994), US-amerikanische Schauspielerin
- Okano, Masayuki (* 1972), japanischer Fußballspieler
- Okano, Reiko (* 1960), japanische Manga-Zeichnerin
- Okano, Rinpei (* 2000), japanischer Fußballspieler
- Okano, Shun’ichirō (1931–2017), japanischer Fußballfunktionär, -spieler und -trainer
- Okantey, Michael (* 1939), ghanaischer Sprinter
- Okao, Anthony (* 1998), deutscher Basketballspieler
- Okar, Oya (* 1986), türkische Schauspielerin
- Okara, Gabriel (1921–2019), nigerianischer Schriftsteller
- Okari, Gilbert (* 1978), kenianischer Langstreckenläufer
- Okarma, Henryk (* 1959), polnischer Biologe und Hochschullehrer
- Okas, Evald (1915–2011), estnischer Maler und Grafiker
- Okauchi, Hideo (1908–2004), japanischer Unternehmer
- Ōkawa, Heizaburō (1860–1936), japanischer Unternehmer
- Ōkawa, Isao (1926–2001), japanischer Unternehmer im Elektronikbereich
- Ōkawa, Kazushi (1908–1993), japanischer Ökonom
- Okawa, Kei (* 1998), japanischer Fußballspieler
- Ōkawa, Kumiko (* 1946), japanische Eiskunstläuferin
- Ōkawa, Misao (1898–2015), ältester lebender Mensch (2013 bis 2015)
- Ōkawa, Shūmei (1886–1957), nationalistischer japanischer SchriftstellerŌkawa Shūmei (1886–1957)

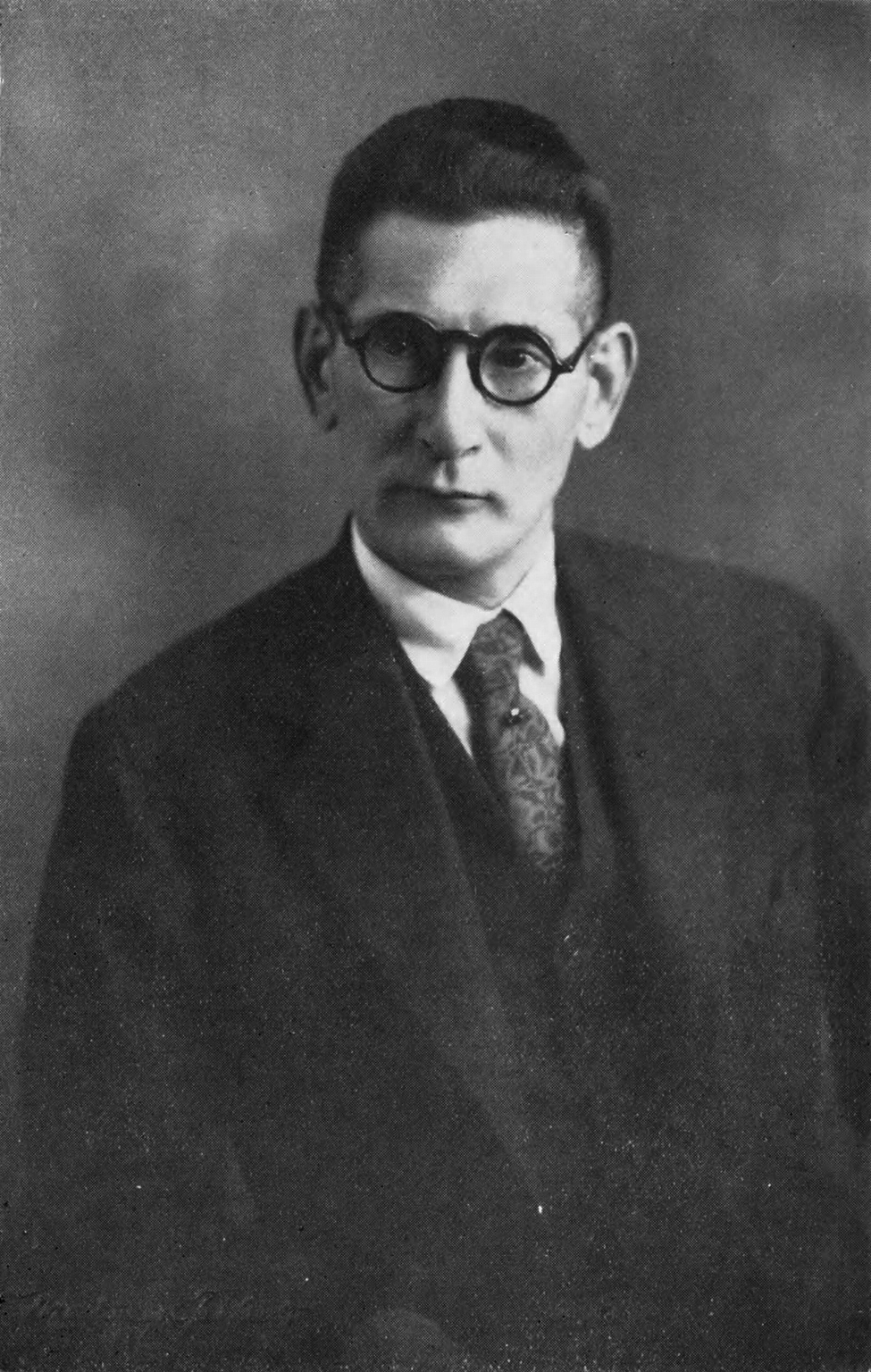
Ōkawa Shūmei (1886–1957)

- Ōkawa, Tomi (* 1933), japanische Tischtennisspielerin
- Okay Kaya (* 1990), amerikanisch-norwegische Sängerin, Schauspielerin und Model
- Okay, Erman, türkischer Schauspieler, Autor, Regisseur und Theatergründer
- Okay, İhsan (* 1969), türkischer Fußballspieler und Fußballtrainer
- Okay, Yaman (1951–1993), türkischer Theater-, Film- und Fernsehschauspieler
- Okaya, Yuta (* 1999), japanischer Motorradrennfahrer
- Okayama, Kazuki (* 1994), japanischer Fußballspieler
- Okayama, Kazunari (* 1978), japanischer Fußballspieler
- Okayama, Saeko (* 1982), japanische Leichtathletin
- Okayama, Tadao (1913–1998), japanischer Skilangläufer
- Okayama, Tetsuya (* 1973), japanischer Fußballspieler
- Okayo, Margaret (* 1976), kenianische Langstreckenläuferin
- Okazaki, Katsuo (1897–1965), japanischer Diplomat und Politiker
- Okazaki, Kazuya (* 1972), japanischer Radrennfahrer
- Okazaki, Kazuya (* 1991), japanischer Fußballspieler
- Okazaki, Ken’ya (* 1990), japanischer Fußballspieler
- Okazaki, Kōzō (1919–2005), japanischer Kameramann
- Okazaki, Kunisuke (1854–1936), japanischer Politiker
- Okazaki, Kyōko (* 1963), japanische Manga-Zeichnerin
- Okazaki, Makoto (* 1998), japanischer Fußballspieler
- Okazaki, Miles (* 1974), US-amerikanischer Jazzgitarrist und Komponist
- Okazaki, Momoko (* 2003), japanisches Idol und TänzerinMomoko Okazaki (* 2003)

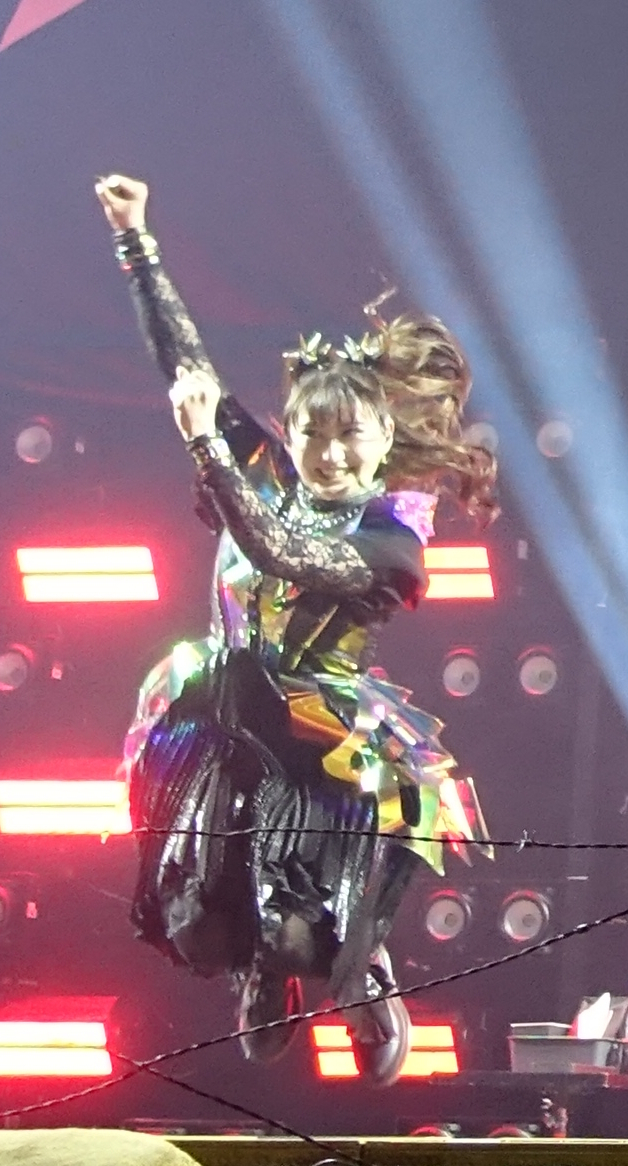
Momoko Okazaki (* 2003)

- Okazaki, Reiji (1930–1975), japanischer Biologe
- Okazaki, Ryōhei (* 1992), japanischer Fußballspieler
- Okazaki, Shinji (* 1986), japanischer Fußballspieler
- Okazaki, Shizuka (* 1992), japanische Motorradrennfahrerin
- Okazaki, Steven (* 1952), US-amerikanischer Filmregisseur, Autor, Filmeditor und Filmproduzent
- Okazaki, Teruyuki (1931–2020), japanischer Karateka
- Okazaki, Tomiko (1944–2017), japanische Politikerin
- Okazaki, Tomomi (* 1971), japanische Eisschnellläuferin
- Okazaki, Tsuneko (* 1933), japanische Molekularbiologin
- Okazaki, Yoshirō (* 1971), japanischer Jazzmusiker
- Okazawa, Akira, japanischer Jazzmusiker
- Okazawa, Kōsei (* 2003), japanischer Fußballspieler
- Okazawa, Sewon (* 1995), japanischer Boxer und Boxweltmeister

### Okc
- Okcu, Mesut (* 1974), deutscher Ringer
- Ökçün, Ahmet Gündüz (1935–1986), türkischer Rechtsgelehrter, Politiker und Außenminister

### Oke
- Oke, Deborah (* 2004), nigerianische Sprinterin
- Oke, Gregory, britischer Filmregisseur, Tontechniker und Kameramann
- Oke, Janette (* 1935), kanadische Schriftstellerin
- Oke, John Beverley (1928–2004), kanadischer Astronom und Hochschullehrer
- Oke, Tosin (* 1980), nigerianisch-britischer Dreispringer
- Okechukwu, Gabriel (* 1995), nigerianischer Fußballspieler
- Okechukwu, Uche (* 1967), nigerianischer Fußballspieler
- O’Keefe, Daniel (* 1950), US-amerikanischer Kommunikationsforscher
- O’Keefe, Dennis (1908–1968), US-amerikanischer Schauspieler
- O’Keefe, Jodi Lyn (* 1978), US-amerikanische SchauspielerinJodi Lyn O’Keefe (* 1978)

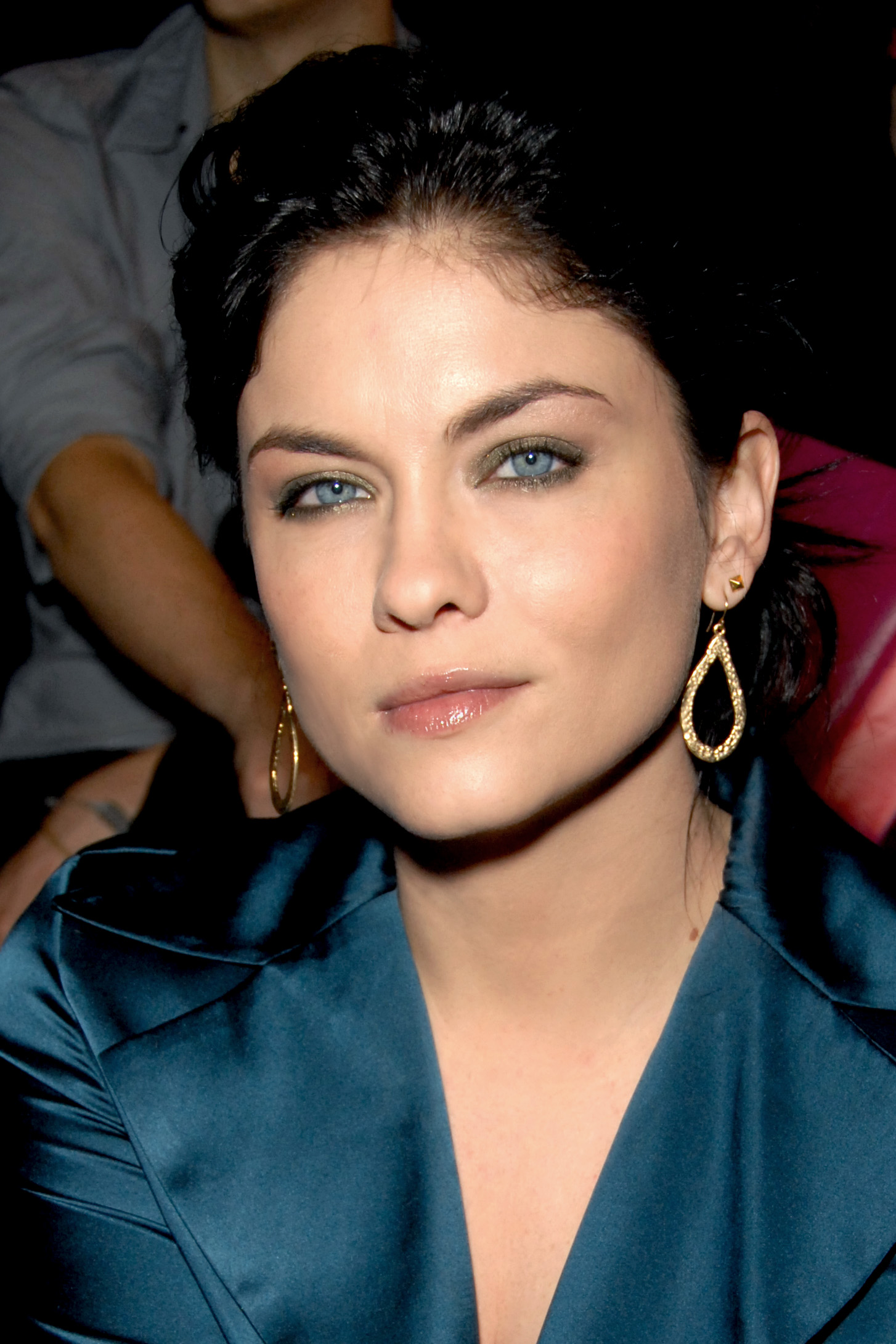
Jodi Lyn O’Keefe (* 1978)

- O’Keefe, John (* 1939), britisch-US-amerikanischer Neurowissenschaftler
- O’Keefe, Johnny (1935–1978), australischer Rock'n'Roll-Musiker
- O’Keefe, Michael (* 1955), US-amerikanischer Schauspieler
- O’Keefe, Mitch (* 1984), kanadischer Eishockeytorwart und -trainer
- O’Keefe, Paddy (* 1967), englischer Fußballspieler
- O’Keefe, Peter Laurence (1931–2003), britischer Botschafter
- O’Keefe, Sean (* 1956), US-amerikanischer Leiter der Weltraumbehörde NASA
- O’Keeffe, Adelaide (1776–1865), britische Schriftstellerin und Kinderdichterin
- O’Keeffe, Batt (* 1945), irischer Politiker (Fianna Fáil)
- O’Keeffe, David (* 1953), britischer Jurist
- O’Keeffe, Douglas (* 1966), kanadischer Schauspieler
- O’Keeffe, Fiona (* 1998), US-amerikanische Langstreckenläuferin
- O’Keeffe, Georgia (1887–1986), US-amerikanische MalerinGeorgia O’Keeffe (1887–1986)

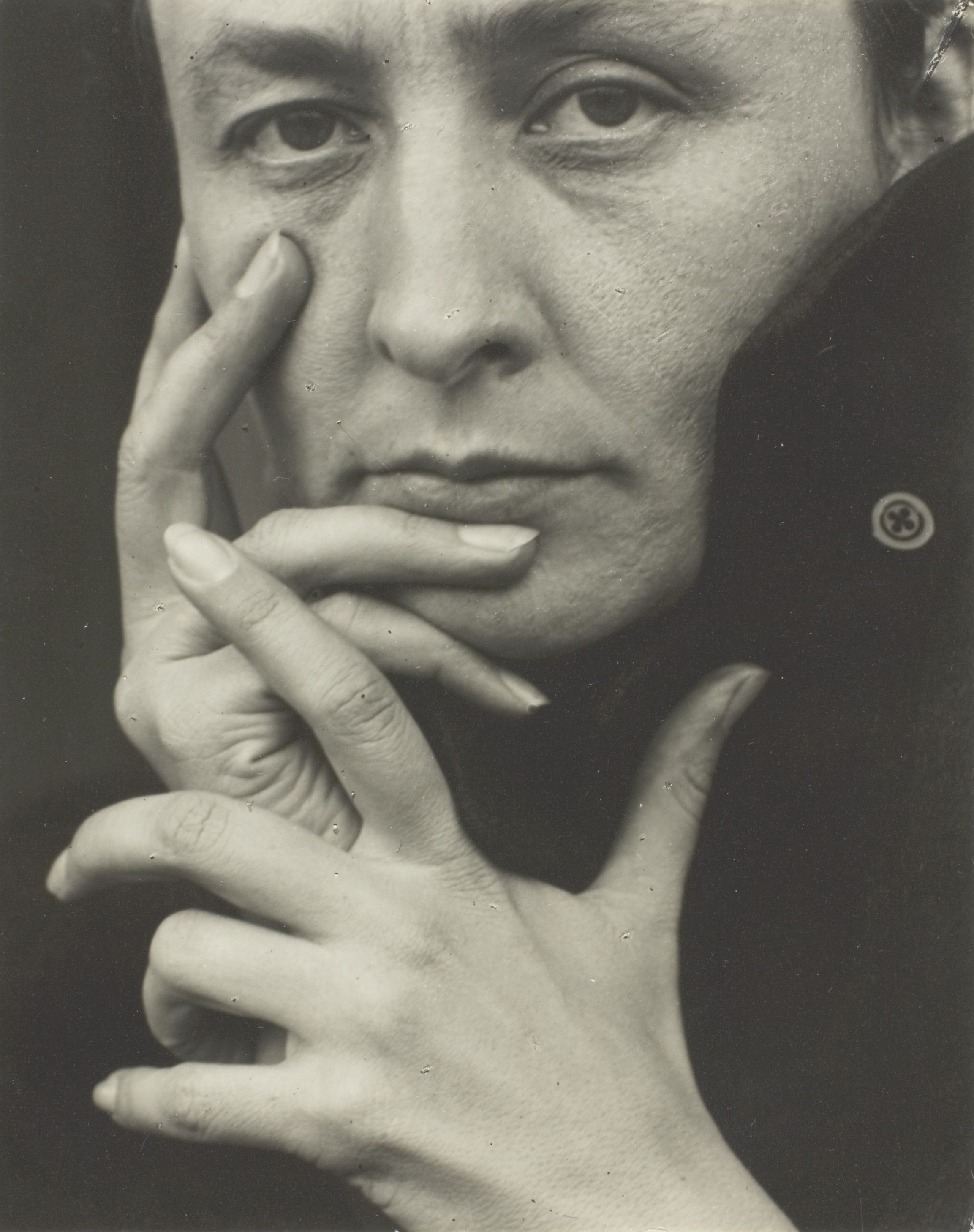
Georgia O’Keeffe (1887–1986)

- O’Keeffe, James (1912–1986), irischer Politiker
- O’Keeffe, Jim (* 1941), irischer Politiker
- O’Keeffe, Kevin (* 1964), irischer Politiker (Fianna Fáil)
- O’Keeffe, Miles (* 1954), US-amerikanischer Schauspieler
- O’Keeffe, Natasha (* 1986), britische Schauspielerin
- O’Keeffe, Ned (* 1942), irischer Politiker
- Okegwo, Ugonna (* 1962), deutsch-nigerianischer Jazzmusiker
- Okehuie, Eze Vincent (* 1993), nigerianischer Fußballspieler
- Okeke, Chibuike (* 1979), nigerianischer Fußballspieler
- Okeke, Chuma (* 1998), US-amerikanischer Basketballspieler
- Okeke, Evelyn (* 1950), nigerianische Leichtathletin
- Okeke, Francisca Nneka (* 1956), nigerianische Physikerin und Hochschullehrerin
- Okeke, Uche (1933–2016), nigerianischer Künstler
- Okeke, Valerian (* 1953), nigerianischer Geistlicher, römisch-katholischer Erzbischof von Onitsha
- Okell, Marjorie (1908–2009), britische Hochspringerin
- O’Kelley, Edward Capehart (1858–1904), irisch-amerikanischer OutlawEdward Capehart O’Kelley (1858–1904)

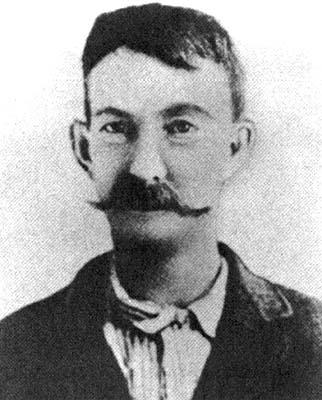
Edward Capehart O’Kelley (1858–1904)

- O’Kelley, Tricia (* 1968), US-amerikanische Schauspielerin
- Okello, Dick (* 1990), ugandischer Fußballschiedsrichter
- Okello, John (* 1937), ugandischer Revolutionär und Anführer der Revolution auf Sansibar 1964
- Okello, Noble (* 2000), kanadischer Fußballspieler
- Okello, Tito (1914–1996), ugandischer Politiker, Staatsoberhaupt (1985–1986)
- O’Kelly de Galway, Albéric (1911–1980), belgischer Schachmeister und 3. Fernschachweltmeister
- O’Kelly, Dennis († 1787), irischer Pferdezüchter
- O’Kelly, George Con (1886–1947), irischer Ringer
- O’Kelly, Gregory (* 1941), australischer Ordensgeistlicher, emeritierter römisch-katholischer Bischof von Port Pirie
- O’Kelly, John J. (1872–1957), irischer Politiker (Sinn Féin), Journalist, Autor und Herausgeber
- O’Kelly, Michael J. (1915–1982), irischer Prähistoriker
- O’Kelly, Seumas († 1918), irischer Journalist und Schriftsteller
- O’Kelly, Wilhelm († 1767), k. k. Feldzeugmeister, Kommandeur des Maria-Theresia-Ordens, Inhaber des Infanterie-Regiments Nr. 45
- Okelo-Odongo, Thomas (1927–1991), kenianischer Politiker
- Okemba, Christian Roger (* 1960), kongolesischer Politiker
- Okemwa, Nyanchama, kenianische Anthropologin
- Oken, Lorenz (1779–1851), deutscher Naturphilosoph und vergleichender AnatomLorenz Oken (1779–1851)

Lorenz Oken (1779–1851)

- Okenfus, Wenzel, mährisch-österreichischer Orgelbauer
- Okeniyi, Dayo (* 1988), nigerianischer Schauspieler
- O’Kennedy, Michael (1936–2022), irischer Politiker
- Oker, Celil (1952–2019), türkischer Journalist und Schriftsteller
- Oker, Edith (* 1961), deutsche Leichtathletin
- Oker, Eugen (1919–2006), deutscher Schriftsteller und Spielekritiker
- Öker, Turgut (* 1961), türkischer Bundesvorsitzender der Alevitischen Gemeinde Deutschland (1999–2012) und Abgeordneter der Großen Nationalversammlung der Türkei
- Okereke, Chukwumerije, nigerianischer Wissenschaftler
- Okereke, David (* 1997), nigerianischer Fußballspieler
- Okereke, Kele (* 1981), britischer Musiker, Sänger und Gitarrist
- Okereke, Stephanie (* 1982), nigerianische Schauspielerin, Regisseurin und Modell
- Okerlund, Gene (1942–2019), US-amerikanischer Wrestling-KommentatorGene Okerlund (1942–2019)

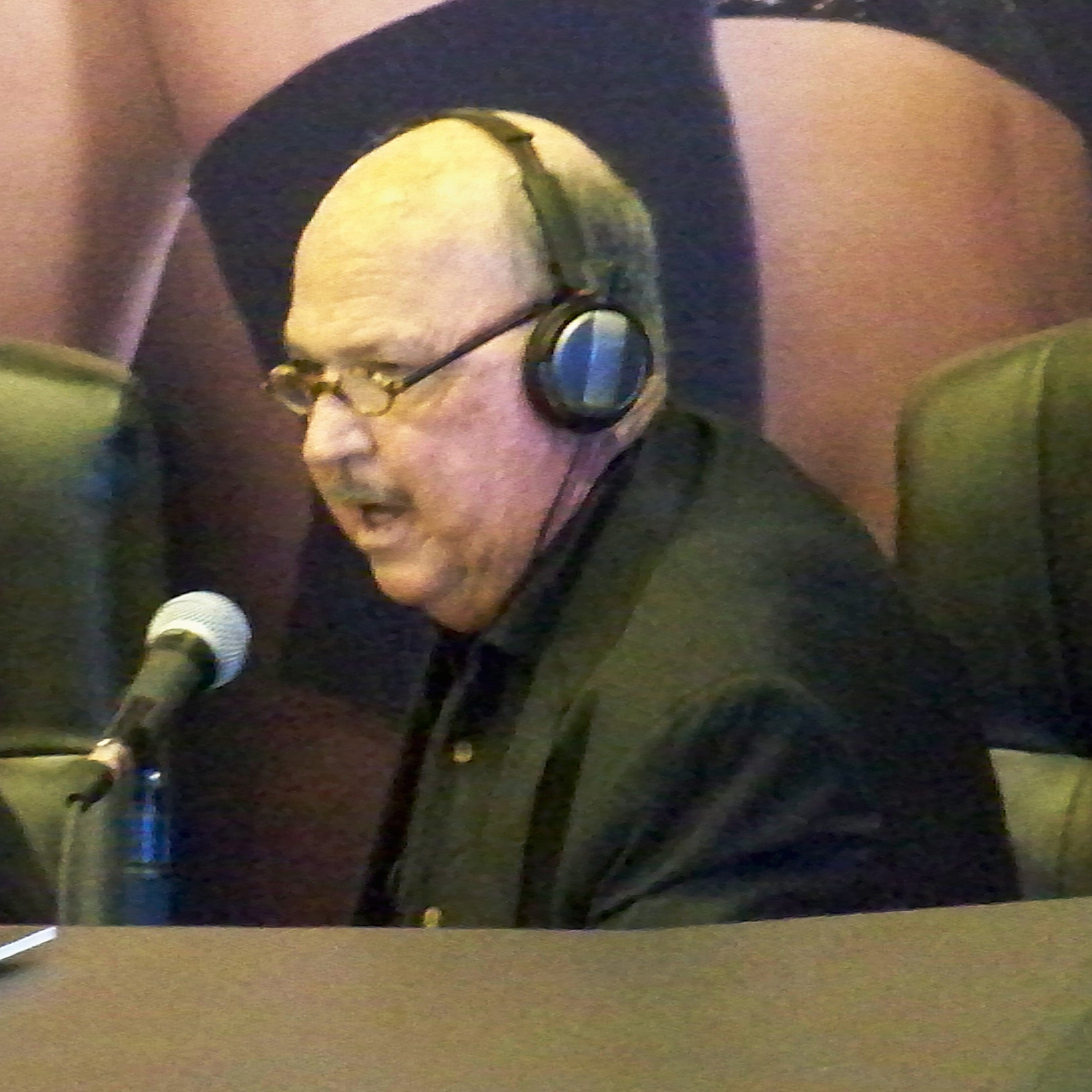
Gene Okerlund (1942–2019)

- Okerlund, Todd (* 1964), US-amerikanischer Eishockeyspieler
- Økern, Olav (1911–2000), norwegischer Skilangläufer
- Oketa, Gazmend (* 1968), albanischer Politiker
- Oketani, Hideaki (1932–2025), japanischer Autor und Literaturkritiker
- Oketch, Mercy (* 2002), kenianische Sprinterin
- Okey, Jack (1889–1963), US-amerikanischer Art Director und Szenenbildner
- Okezie, Chidi (* 1993), nigerianisch-US-amerikanischer Leichtathlet

### Okh
- Okhello, Peter (* 1972), ugandischer Boxer

### Oki
- Oki, Aschaltschi (1898–1973), russische bzw. sowjetische Dichterin, Übersetzerin und Augenärztin
- Oki, Itaru (1941–2020), japanischer Jazztrompeter und -kornettist
- Oki, Mamiya, japanische Mangaka
- Ōki, Masao (1901–1971), japanischer Komponist
- Oki, Miho (* 1974), japanische Radsportlerin
- Ōki, Satoru (* 1992), japanischer Fußballspieler
- Ōki, Seikan (1907–2000), japanischer Sprinter
- Ōki, Susumu (* 1976), japanischer Fußballspieler
- Ōki, Takatō (1832–1899), japanischer Politiker
- Ōki, Takeshi (* 1961), japanischer Fußballspieler
- Ōki, Tamio (1928–2017), japanischer Synchron- (Seiyū) und Fernsehsprecher
- Oki, Yūya (* 1999), japanischer Fußballspieler
- Okić, Branko (* 1969), bosnisch-herzegowinischer Fußballspieler und -trainer
- Ōkido, Sanji (1891–1976), japanischer Generalleutnant der Kaiserlich Japanischen Armee im Zweiten Weltkrieg
- Okigbo, Christopher (1932–1967), nigerianischer Lyriker
- Okikiolu, Kathleen Adebola (* 1965), amerikanische Mathematikerin und Hochschullehrerin
- Okilo, Melford (1933–2008), nigerianischer Politiker
- Okimoto, Poliana (* 1983), brasilianische Langstreckenschwimmerin
- Okimune, Toshihiko (* 1959), japanischer Fußballspieler
- Okinaka, Shigeo (1902–1992), japanischer Internist und Neurologe
- Okińczyc, Czesław (* 1955), litauischer Wirtschaftsjurist, Rechtsanwalt, ehemaliger Diplomat und Politiker, Mitglied des Seimas
- Okinka Pampa († 1930), Priesterkönigin auf Orango, Portugiesisch-Guinea
- Okino, Hitoshi (1959–2009), japanischer Fußballspieler
- Okino, Masaki (* 1996), japanischer Fußballspieler
- Okioh, Nicolas (1932–2001), beninischer Geistlicher, katholischer Bischof
- Okipnjuk, Oleksandr (* 1998), ukrainischer Freestyle-Skisportler
- Okisawa, Nodoka (* 1987), japanische Dirigentin
- Okishio, Nobuo (1927–2003), japanischer Wirtschaftswissenschafter
- Okita, Jonathan (* 1996), kongolesischer Fußballspieler
- Ōkita, Saburō (1914–1993), japanischer Wirtschaftswissenschaftler und Politiker
- Okita, Sōji († 1868), Kapitän einer japanischen Schutztruppe
- Okita, Sora (* 2002), japanischer Fußballspieler
- Okitsu, Daizō (* 1974), japanischer Fußballspieler
- Okitsugu, Tanuma (1719–1788), japanischer Roju aus der Mitte der Edo-Zeit
- Okiyama, Hideko (1945–2011), japanische Filmschaffende (Schauspielerin, Regie) und Jazzsängerin

### Okk
- Okkan, Osman (* 1947), deutsch-türkischer Journalist und Filmemacher
- Okkarides, Stelios (* 1977), zyprischer Fußballspieler
- Okkas, Yiannakis (* 1977), zyprischer Fußballspieler
- Okken, Arnoud (* 1982), niederländischer Mittelstreckenläufer
- Okker, Simon (1881–1944), niederländischer Fechter
- Okker, Tom (* 1944), niederländischer TennisspielerTom Okker (* 1944)

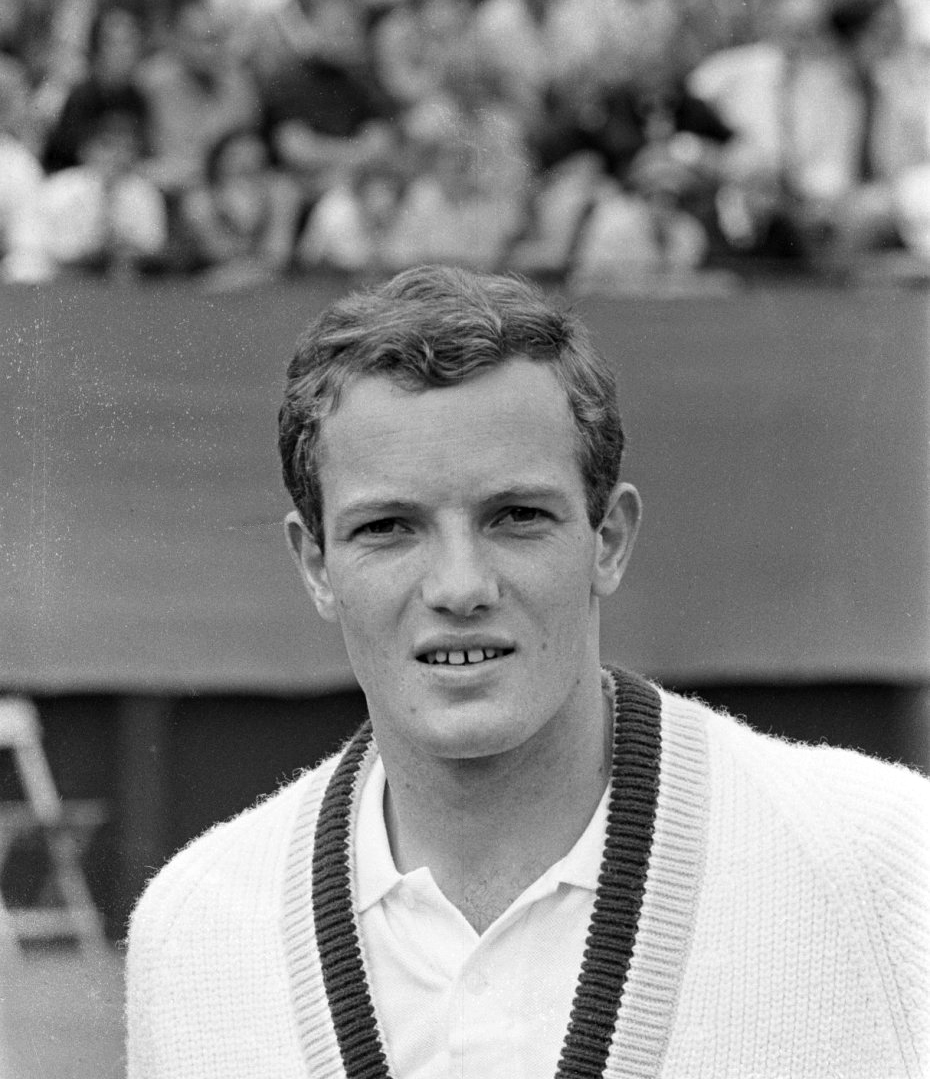
Tom Okker (* 1944)

- Okking, Jens (1939–2018), dänischer Schauspieler und Politiker, MdEP
- Okkola, Tuula (* 1960), finnische Fußballspielerin
- Okkonapses, Herrscher der Elymais
- Okkonen, Antti (* 1982), finnischer Fußballspieler

### Okl
- Okla, Natalia (* 2005), polnische Beachvolleyballspielerin
- Okła-Drewnowicz, Marzena (* 1972), polnische Soziologin und Politikerin
- Okladnikow, Alexei Pawlowitsch (1908–1981), russischer Archäologe, Historiker und Ethnograph
- Okladnikowa, Jelena Alexejewna (* 1951), sowjetisch-russische Prähistorikerin und Hochschullehrerin
- Oklamona, Melvira (* 1993), indonesische Badmintonspielerin
- Økland, Arne Larsen (* 1954), norwegischer Fußballspieler
- Økland, Einar (* 1940), norwegischer Schriftsteller
- Økland, Nils (* 1961), norwegischer Violinist (Hardangerfiedel) und Komponist
- Økland, Ståle (* 1976), norwegischer Trendforscher, Autor und Referent
- Okle, René (* 1983), deutscher Fußballspieler
- Okleštěk, Tomáš (* 1987), tschechischer Fußballspieler
- Okley, Pierre (1929–2007), französischer Illustrator und Plakatgestalter

### Oko
- Oko, Ataa († 2012), ghanaischer Sarg-Künstler
- Oko, Dariusz (* 1960), polnischer römisch-katholischer Priester, Theologe, Philosoph und Publizist
- Oko, Mitsch (* 1977), deutscher Musiker und Musikmanager
- Oko-Flex, Armstrong (* 2002), irischer Fußballspieler nigerianischer Herkunft
- Okoawo, Iyeoka (* 1975), nigerianisch-amerikanische Dichterin, Musikerin und TEDGlobal-Stipendiatin
- Okobi, Ngozi (* 1993), nigerianische Fußballspielerin
- Okobo, Élie (* 1997), französischer Basketballspieler
- Okocha, Jay-Jay (* 1973), nigerianischer FußballspielerJay-Jay Okocha (* 1973)

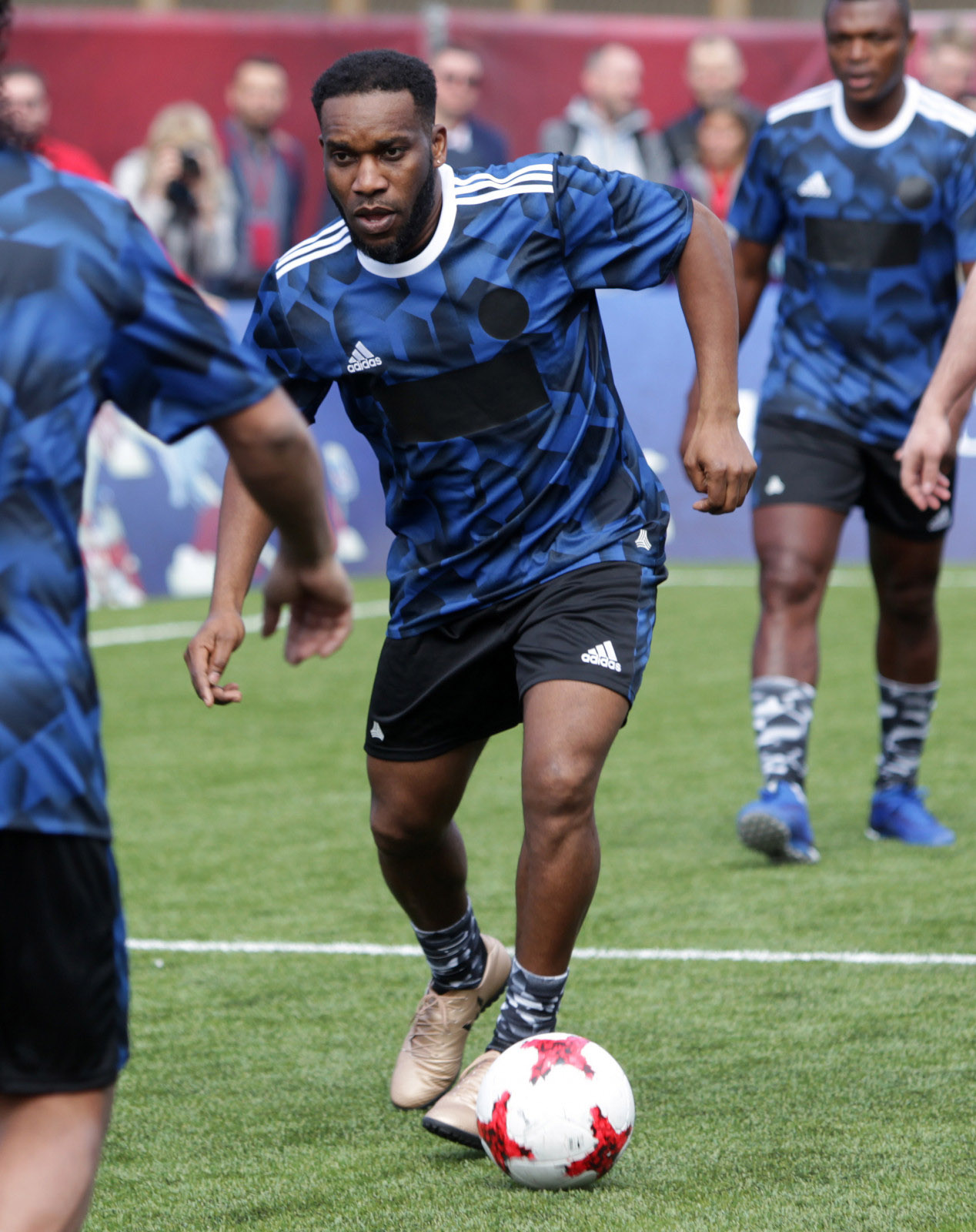
Jay-Jay Okocha (* 1973)

- Ōkōchi, Denjirō (1898–1962), japanischer Schauspieler
- Ōkōchi, Kazuo (1905–1984), japanischer Ökonom
- Okodogbe, Peter (* 1958), nigerianischer Sprinter
- Okoe, Florence (* 1984), ghanaische Fußballspielerin
- Okogie, Anthony Olubunmi (* 1936), nigerianischer Kardinal und Erzbischof von Lagos
- Okogie, Josh (* 1998), US-amerikanischer Basketballspieler
- Okoh, Bryan (* 2003), Schweizer Fußballspieler
- Okoh, Matthew (* 1972), US-amerikanischer Fußballspieler
- Okoh, Nicholas Dikeriehi Orogodo (* 1952), nigerianischer Theologe, Anglikanischer Primas der Church of Nigeria
- Okoh, Theodosia (1922–2015), ghanaische Lehrerin, Künstlerin und Sportfunktionärin
- Okok Okwach, Linus (1952–2020), kenianischer Geistlicher, römisch-katholischer Bischof von Homa Bay
- Okola, Akich (* 1937), kenianischer Jurist
- Okoli, Paschal (* 1997), nigerianischer Fußballspieler
- Okolić, Aleksandar (* 1993), serbischer Volleyballspieler
- Okolie, Lawrence (* 1992), englischer Boxer
- Okolloh, Ory (* 1977), kenianische Juristin, Aktivistin, Bloggerin und Managerin
- Okolo Okonda, Benoit (* 1947), kongolesischer Philosoph und Hochschullehrer
- Okolo, Courtney (* 1994), US-amerikanische Leichtathletin
- Okolo, Jude Thaddeus (* 1956), nigerianischer Geistlicher, römisch-katholischer Erzbischof, Diplomat des Heiligen Stuhls
- Okolyschewa, Jelena Michailowna (* 1962), russische Opernsängerin (Mezzosopran)
- Okombo, Emmanuel (* 1942), kenianischer Geistlicher, emeritierter römisch-katholischer Bischof von Kericho
- Okombo, Jorum (* 1997), kenianischer Langstreckenläufer
- Okon, Abril (* 2004), argentinische Hochspringerin
- Okon, Ime (* 2004), südafrikanischer Fußballspieler
- Okon, Paul (* 1972), australischer Fußballspieler und -trainer
- Okon, Rick (* 1989), deutscher SchauspielerRick Okon (* 1989)

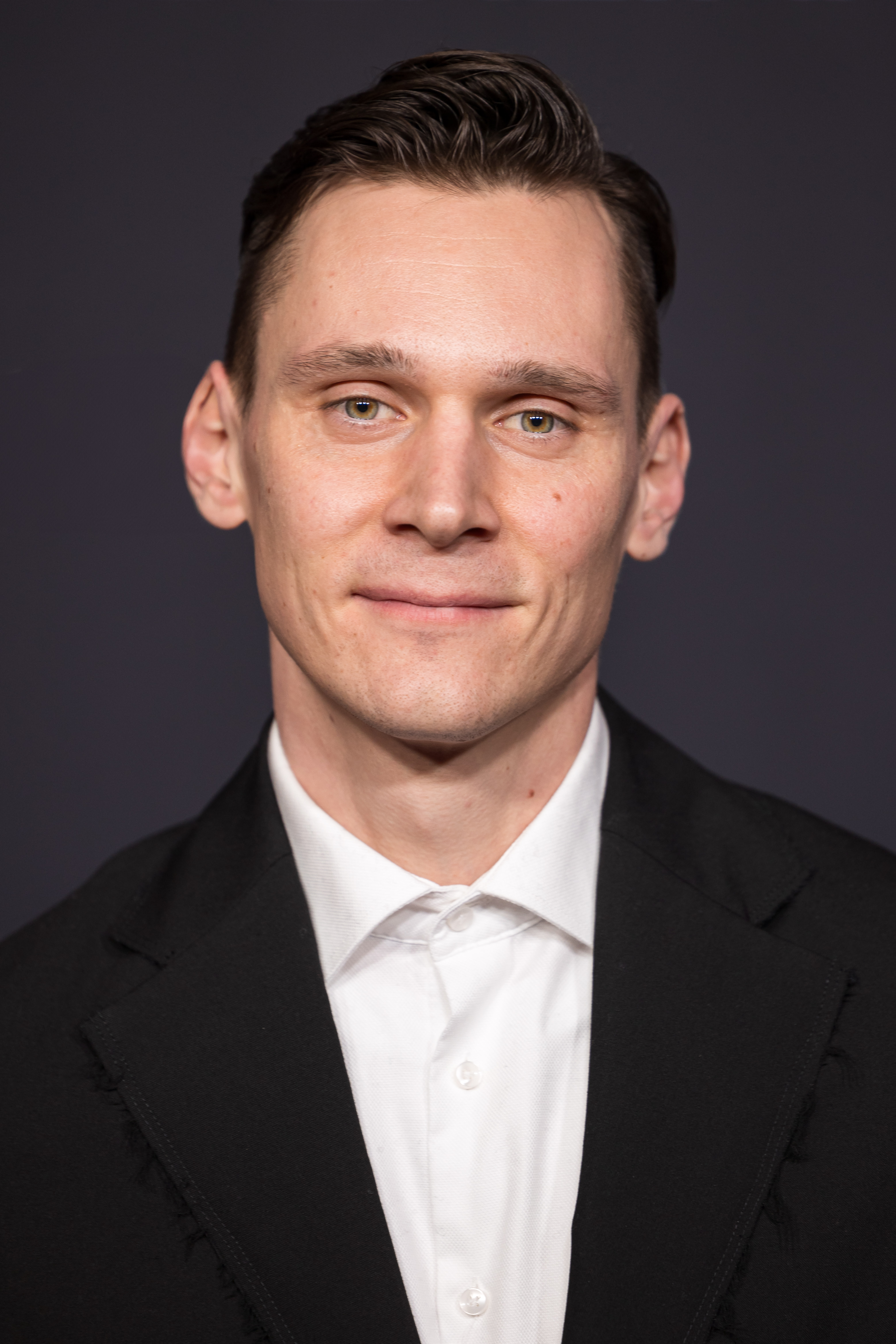
Rick Okon (* 1989)

- Okonedo, Sophie (* 1968), britische Film- und Theaterschauspielerin
- Okonek, Christian (* 1952), deutscher Mathematiker
- Okonek, Stefan (* 1942), deutscher Toxikologe, emeritierter Professor der Medizin und ehemaliger Leiter der Mainzer Giftnotrufzentrale
- Okongwu, Onyeka (* 2000), US-amerikanischer Basketballspieler
- Okoniewski, Krystian (* 2005), polnischer Fußballspieler
- Okonjo-Iweala, Ngozi (* 1954), nigerianische Politikerin
- Okonkwo Gbuji, Anthony (* 1931), nigerianischer Geistlicher, emeritierter Bischof von Enugu
- Okonkwo, Arthur (* 2001), englischer Fußballspieler
- Okonkwo, Chigoziem (* 1999), US-amerikanischer American-Football-Spieler
- Okonkwo, Nikolaus (* 1963), deutscher Schauspieler
- Okonkwo, Onyekachi (* 1982), nigerianischer Fußballspieler
- Okonnek, Evelyne, deutsche Fantasyautorin
- O’Konnel-Bronin, Daria (* 1997), estnische Leichtathletin
- O’Konnel-Bronin, Ivan (* 1973), estnischer Fußballspieler
- O’Konor, Emilie (* 1983), schwedische Eishockeyspielerin
- Okonowski, Susanna (* 1992), deutsche Schauspielerin und Sängerin
- O’Konski, Alvin (1904–1987), US-amerikanischer Politiker
- Okoński, Mirosław (* 1958), polnischer Fußballspieler
- Okonsky, Karl (1880–1974), deutscher Politiker (SPD), MdR
- Okopenko, Andreas (1930–2010), österreichischer Schriftsteller
- Okorafor, Nnedi (* 1974), nigerianisch-amerikanische Science-Fiction-BuchautorinNnedi Okorafor (* 1974)

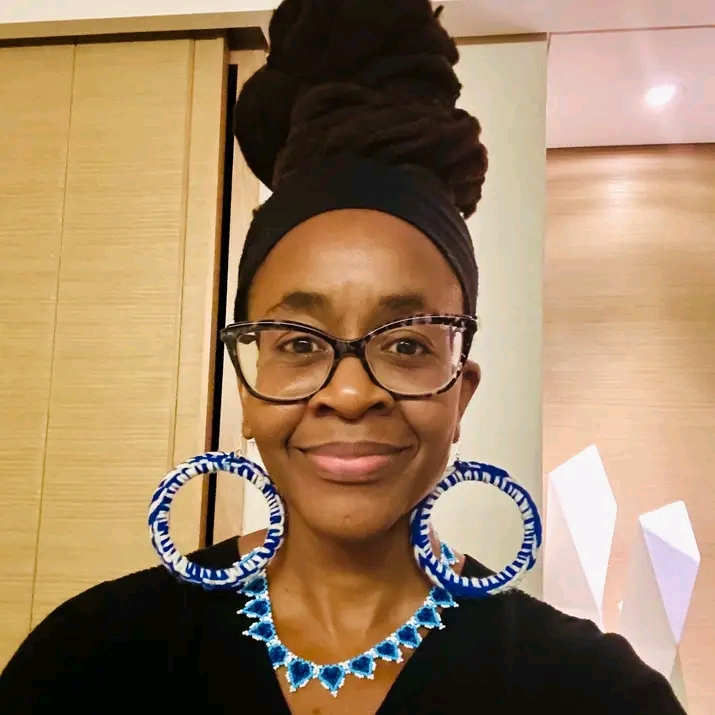
Nnedi Okorafor (* 1974)

- Okore, Jores (* 1992), dänisch-ivorischer Fußballspieler
- Okori, Reïna-Flor (* 1980), äquatorialguineisch-französische Leichtathletin
- Okoro, Chinasa Gloria (* 1987), äquatorialguineisch-nigerianische Fußballspielerin
- Okoro, Chinwe (* 1989), nigerianische Diskuswerferin und Kugelstoßerin
- Okoro, Isaac (* 2001), US-amerikanischer Basketballspieler
- Okoro, Johannes (* 1949), österreichischer Bischof und Psychotherapeut
- Okoro, John (* 1948), nigerianischer Weitspringer
- Okoro, Marilyn (* 1984), britische Leichtathletin
- Okoro, Nansi (* 1999), bulgarische Skilangläuferin
- Okoro, Simon (* 2003), nigerianischer Basketballspieler
- Okoroji, Chima (* 1997), englischer Fußballspieler
- Okoronkwo, Emeka (1988–2010), nigerianischer Auszubildender, der nach einem Akt der Zivilcourage durch Totschlag ums Leben kam
- Okoronkwo, Esther (* 1997), nigerianische FußballspielerinEsther Okoronkwo (* 1997)

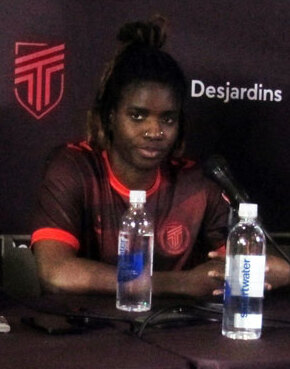
Esther Okoronkwo (* 1997)

- Okoronkwo, Isaac (* 1978), nigerianischer Fußballspieler
- Okoronkwo, Jonathan (* 2003), nigerianischer Fußballspieler
- Okoronkwo, Ogbonnia (* 1995), US-amerikanischer Footballspieler
- Okoronkwo, Solomon (* 1987), nigerianischer Fußballspieler
- Okoronkwor, Precious (* 1996), nigerianische Weitspringerin
- Okos, Thomas (* 1988), deutscher Politiker (CDU), MdL NRW
- Ōkoshi, Motoi (* 1971), japanischer Baseballspieler
- Ōkoshi, Ryūnosuke (* 1988), japanischer Skirennläufer
- Okoshi, Tiger (* 1950), japanisch-amerikanischer Jazztrompeter
- Okot, Mike (* 1958), ugandischer Sprinter
- Okoth, Nick (* 1983), kenianischer Boxer
- Okoth, Zacchaeus (* 1942), kenianischer römisch-katholischer Geistlicher, emeritierter Erzbischof von Kisumu
- Okoth-Obbo, George, ugandischer Diplomat, UN-Sonderberater für Schutzverantwortung
- Okotie, Chris (* 1959), nigerianischer Fernsehprediger
- Okotie, Rubin (* 1987), österreichischer FußballspielerRubin Okotie (* 1987)

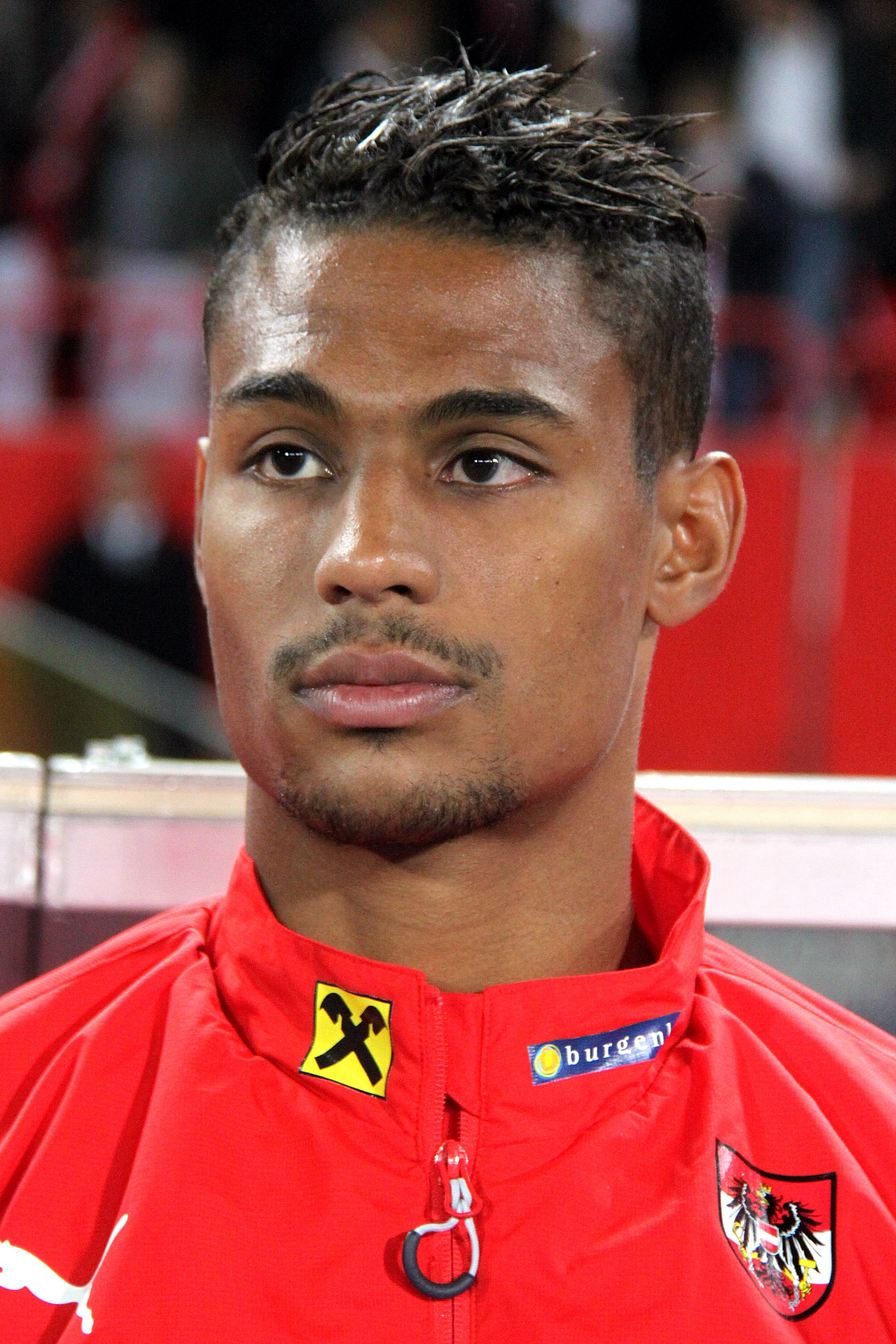
Rubin Okotie (* 1987)

- Okou, Rosvitha (* 1986), ivorische Hürdenläuferin
- Okou, Teddy (* 1998), französisch-ivorischer Fußballspieler
- Ōkouchi, Masatoshi (1878–1952), japanischer Naturwissenschaftler und Unternehmer
- Okoumassoun, Jacques (* 1972), beninischer Sportfunktionär
- Okoye, Christian (* 1961), nigerianischstämmiger US-amerikanischer Footballspieler und Leichtathlet
- Okoye, Ebele (* 1969), nigerianische Malerin
- Okoye, Godfrey Mary Paul (1913–1977), nigerianischer Geistlicher, römisch-katholischer Bischof von Enugu
- Okoye, John Ifeanyichukwu (* 1950), nigerianischer Priester, Bischof von Awgu
- Okoye, Jonas Benson (* 1963), nigerianischer Geistlicher, römisch-katholischer Bischof von Nnewi
- Okoye, Lawrence (* 1991), britischer Diskuswerfer und American Footballspieler
- Okoye, Maduka (* 1999), deutsch-nigerianischer Fußballtorhüter

### Okp
- Okpako, Branwen (* 1969), nigerianische Filmregisseurin und Drehbuchautorin
- Okpala, Christian (* 1976), nigerianisch-schweizerischer Fußballspieler
- Okpala, Kennedy (* 2004), deutsch-nigerianischer Fußballspieler
- Okpala, Nneka (* 1988), neuseeländische Leichtathletin
- Okpaleke, Peter Ebere (* 1963), nigerianischer Geistlicher, römisch-katholischer Bischof von Ekwulobia
- Okpara, Leon (* 1998), deutscher Basketballspieler
- Okparaebo, Ezinne (* 1988), nigerianisch-norwegische Sprinterin
- Okparanta, Chinelo (* 1981), nigerianische Schriftstellerin
- Okposo, Kyle (* 1988), US-amerikanischer Eishockeyspieler

### Okr
- Okraffka, Udo, deutscher Skispringer
- Okrand, Marc (* 1948), US-amerikanischer Linguist, Erfinder der klingonischen SpracheMarc Okrand (* 1948)

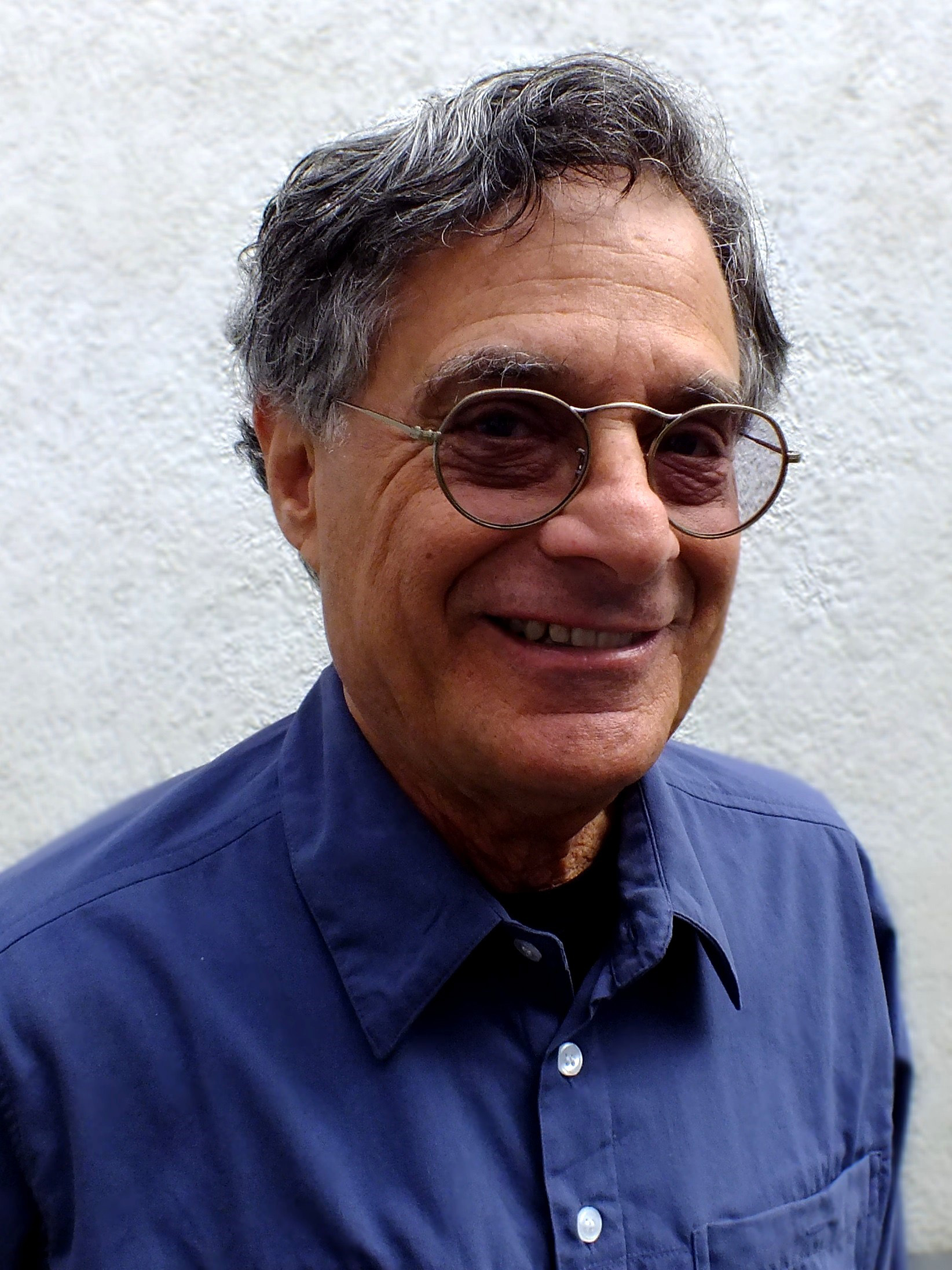
Marc Okrand (* 1948)

- Okras, Dieter (1948–2014), deutscher Schauspieler und Synchronsprecher
- Okras, Gudrun (1929–2009), deutsche Theater- und Filmschauspielerin
- Okraß, Hermann (1905–1972), deutscher Journalist und Zeitungsredakteur
- Okrent, Arika, US-amerikanische Linguistin
- Okrent, David (1922–2012), US-amerikanischer Reaktorphysiker
- Okrent, Detlef (1909–1983), deutscher Hockeyspieler und SS-Richter
- Okrepilow, Igor Walentinowitsch (1946–2011), sowjetischer bzw. russischer Theater- und Film-Schauspieler sowie Synchronsprecher
- Okri, Ben (* 1959), nigerianischer Schriftsteller
- Okri, Marie-Paule, ivorische Agroökologin und Frauenrechtsaktivistin
- Okriaschwili, Tornike (* 1992), georgischer Fußballspieler
- Okroj, Arkadiusz (* 1967), polnischer Geistlicher, römisch-katholischer Bischof von Thorn
- Okroy, Michael (* 1959), deutscher Literatur- und Sozialwissenschaftler
- Okroy, Schoko, deutscher Regisseur und Regieassistent
- Okruaschwili, Adam (* 1989), georgischer Judoka
- Okruaschwili, Irakli (* 1973), georgischer PolitikerIrakli Okruaschwili (* 1973)

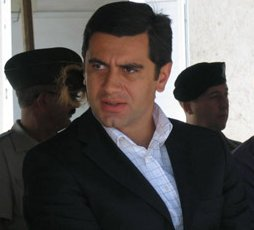
Irakli Okruaschwili (* 1973)

- Okruch, Stefan (* 1965), deutscher Wirtschaftswissenschaftler und Hochschullehrer
- Okrusch, Martin (* 1934), deutscher Mineraloge
- Okrzeja, Stefan (1886–1905), polnischer Politiker

### Oks
- Oks, Jaan (1884–1918), estnischer Schriftsteller
- Oks, Mateusz (1905–1996), polnischer Politiker, Mitglied des Sejm (PZPR)
- Oksa, Mika (* 1976), finnischer Eishockeytorwart
- Oksaar, Els (1926–2015), estnisch-schwedische Linguistin
- Oksala, Arvo (1920–1993), finnischer Augenarzt
- Oksanen, Eino (1931–2022), finnischer Langstreckenläufer
- Oksanen, Jannika (* 1993), finnische Tischtennisspielerin
- Oksanen, Lasse (* 1942), finnischer Eishockeyspieler und -trainer
- Oksanen, Sofi (* 1977), finnische SchriftstellerinSofi Oksanen (* 1977)

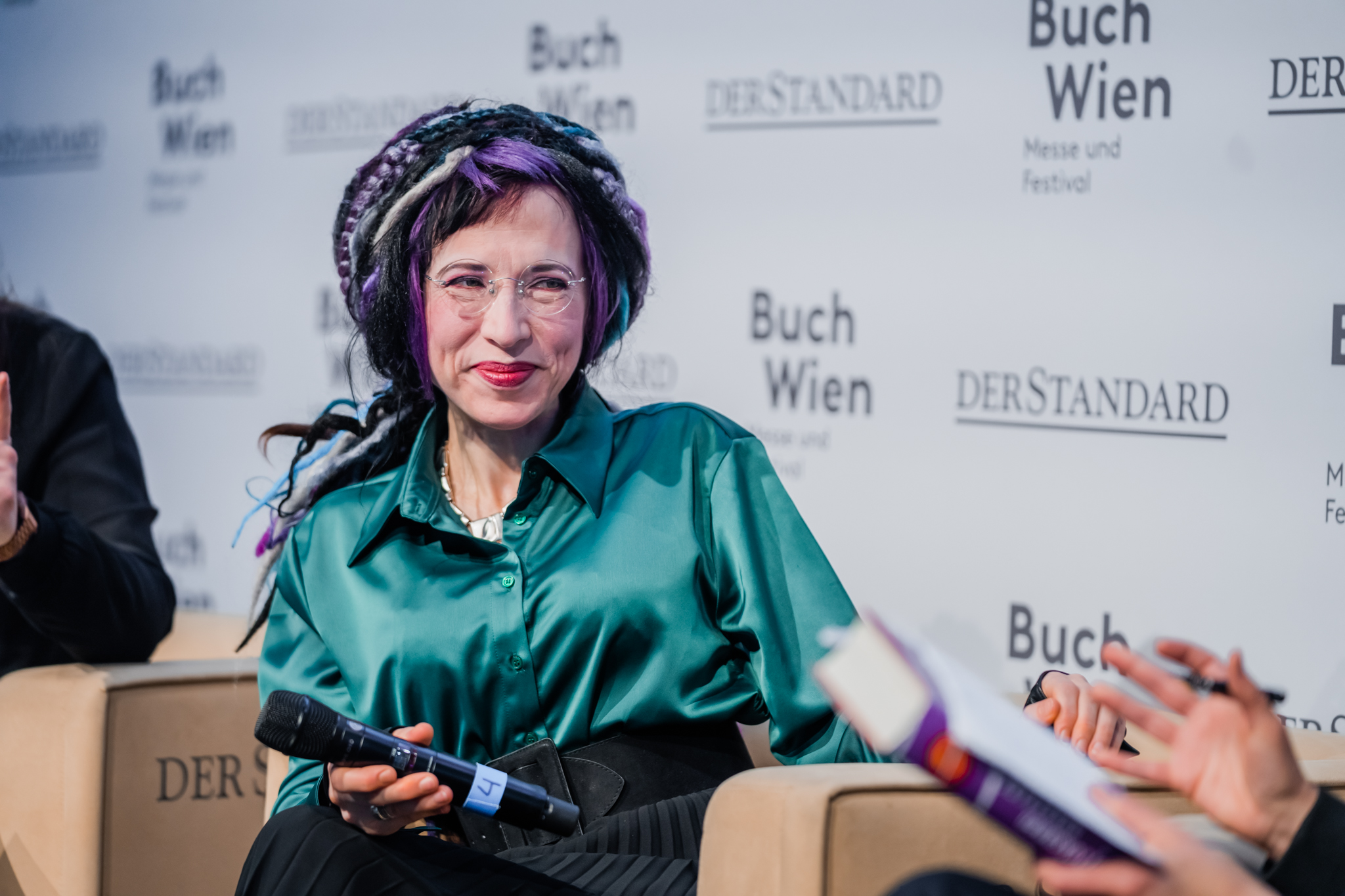
Sofi Oksanen (* 1977)

- Oksche, Andreas (1926–2017), deutscher Anatom und Neurowissenschaftler
- Oksche, Sophie (* 1995), deutsche Ruderin
- Oksiuta, Zbigniew (* 1951), polnischer Künstler, Architekt und experimenteller Wissenschaftler
- Oksiutycz, Józef (1904–1965), polnischer Radrennfahrer
- Oksjuta, Roman Nikolajewitsch (* 1970), russischer Eishockeyspieler
- Oksner, Bob (1916–2007), US-amerikanischer Comiczeichner
- Øksnes, Oskar (1921–1999), norwegischer Politiker
- Öksüz, Adil (* 1967), türkischer Angeklagter in einem Verfahren gegen Putschisten des Jahres 2016 in der Türkei
- Öksüz, Birkan (* 1996), türkischer Fußballspieler
- Öksüz, Ercan (* 1974), deutscher Schauspieler
- Öksüz, Ruveyda (* 1994), türkische Schauspielerin

### Okt
- Oktar († 430), Herrscher der europäischen Hunnen
- Oktav, Mehmet (1917–1996), türkischer Ringer
- Oktavianti, Melati Daeva (* 1994), indonesische Badmintonspielerin
- Oktavios Menodoros, antiker griechischer Toreut
- Oktay, Berk (* 1982), türkischer Schauspieler und Model
- Oktay, Fuat (* 1964), türkischer Politiker und Vizepräsident der Türkei
- Oktay, Metin (1936–1991), türkischer FußballspielerMetin Oktay (1936–1991)

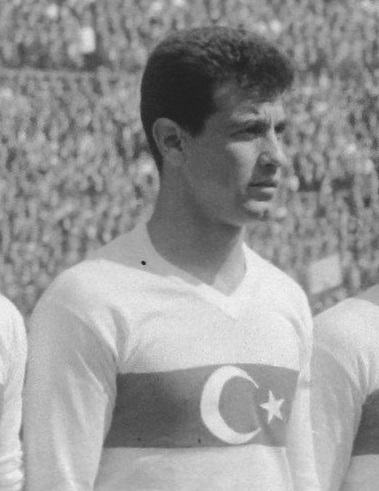
Metin Oktay (1936–1991)

- Oktay, Muhayer (* 1999), deutsch-türkischer Fußballspieler
- Oktay, Süleyman (* 1959), türkischer Fußballspieler und -trainer
- Oktay, Vahyi (1905–1980), türkischer Fußballspieler
- Öktem, İmran (1904–1969), türkischer Jurist, Vorsitzender Richter am türkischen Kassationshof
- Öktem, Nimet (1934–2017), türkische Parasitologin
- Oktila, Leani Ratri (* 1991), indonesische Parabadmintonspielerin
- Oktjabrewa, Alissa Arturowna (* 2008), russische Tennisspielerin
- Oktjabrskaja, Marija Wassiljewna (1905–1944), sowjetische Panzerfahrerin
- Oktjabrski, Filipp Sergejewitsch (1899–1969), sowjetischer Admiral

### Oku
- Oku (* 1977), deutsch-nigerianischer Reggae- und Soul-Sänger und Songwriter
- Ōku no Himemiko (661–702), japanische Prinzessin und Dichterin
- Oku, Daisuke (1976–2014), japanischer Fußballspieler
- Oku, Hiroya (* 1967), japanischer Manga-ka
- Oku, Mumeo (1895–1997), japanische Politikerin und Suffragette
- Oku, Yasukata (1847–1930), japanischer Marschall
- Okubamariam, Issak Tesfom (* 1991), eritreischer Radrennfahrer
- Okubamicael, Mehari (* 1945), äthiopischer Radrennfahrer
- Ōkubo Toshimichi (1830–1878), japanischer Innenminister der Meiji-ZeitŌkubo Toshimichi (1830–1878)

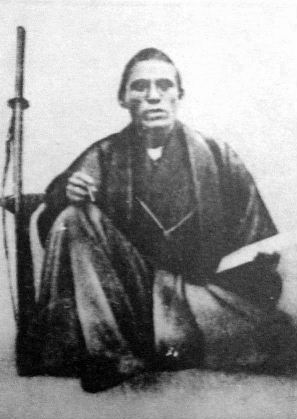
Ōkubo Toshimichi (1830–1878)

- Ōkubo, Atsushi, japanischer Mangaka
- Ōkubo, Fukuko (1919–2000), japanischer Kunsthandwerkerin
- Ōkubo, Gōshi (* 1986), japanischer Fußballspieler
- Ōkubo, Haruno (1846–1915), japanischer General
- Ōkubo, Hikozaemon (1560–1639), japanischer Samurai und Autor
- Ōkubo, Kiyoshi (1935–1976), japanischer Serienmörder
- Ōkubo, Makoto (* 1975), japanischer Fußballspieler
- Ōkubo, Nagayasu (1545–1613), japanischer Samurai und Unternehmer
- Ōkubo, Sakujirō (1890–1973), japanischer Maler im Yōga-Stil
- Ōkubo, Susumu (1930–2015), japanischer Physiker
- Ōkubo, Tadazane (1782–1837), Daimyō von Odawara und Rōjū
- Ōkubo, Takahiro (* 1974), japanischer Fußballspieler

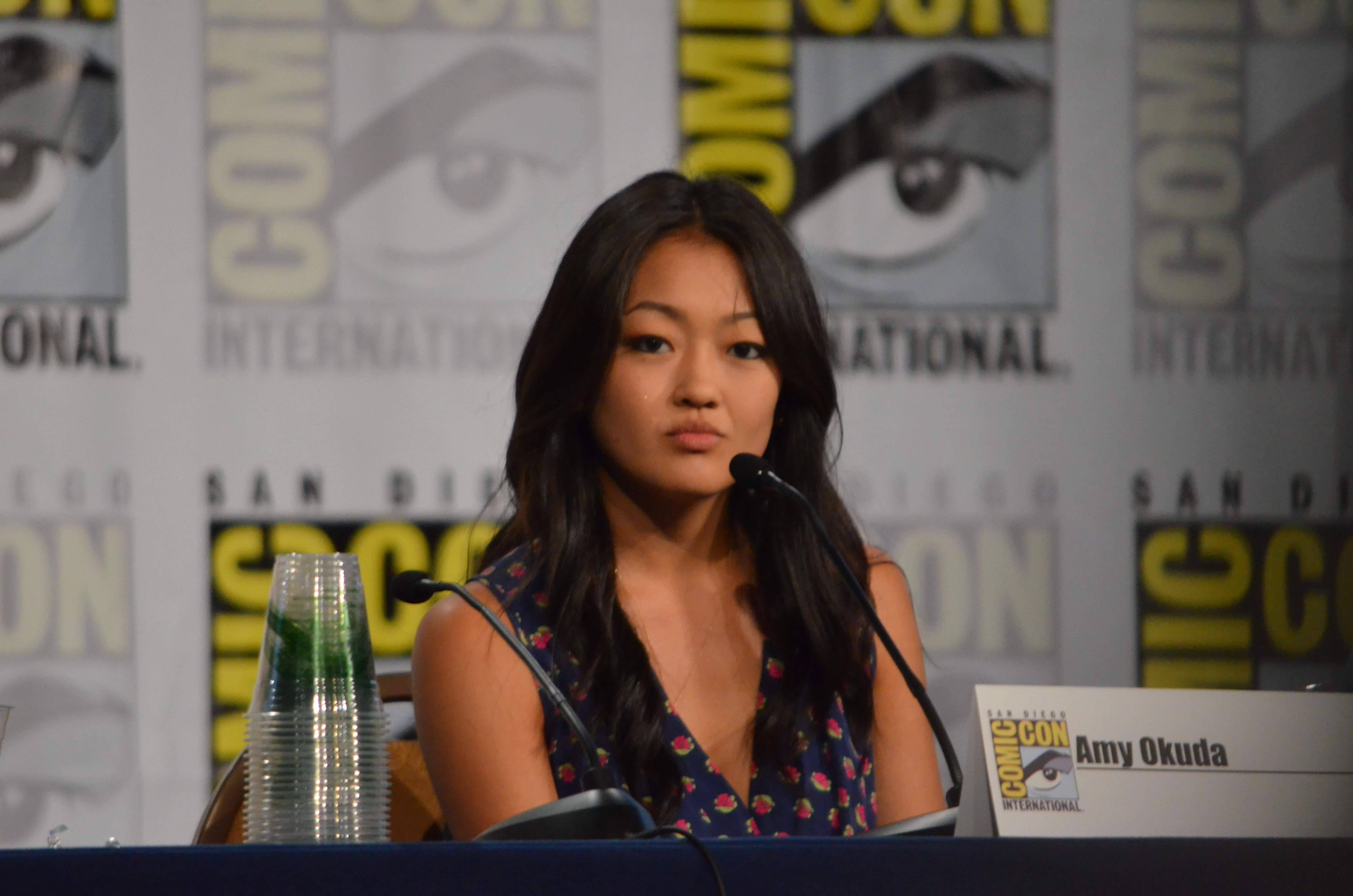
Amy Okuda (* 1989)

- Ōkubo, Takuo (* 1989), japanischer Fußballspieler
- Ōkubo, Tetsuya (* 1980), japanischer Fußballspieler
- Ōkubo, Tomoaki (* 1998), japanischer Fußballspieler
- Ōkubo, Yoshito (* 1982), japanischer Fußballspieler

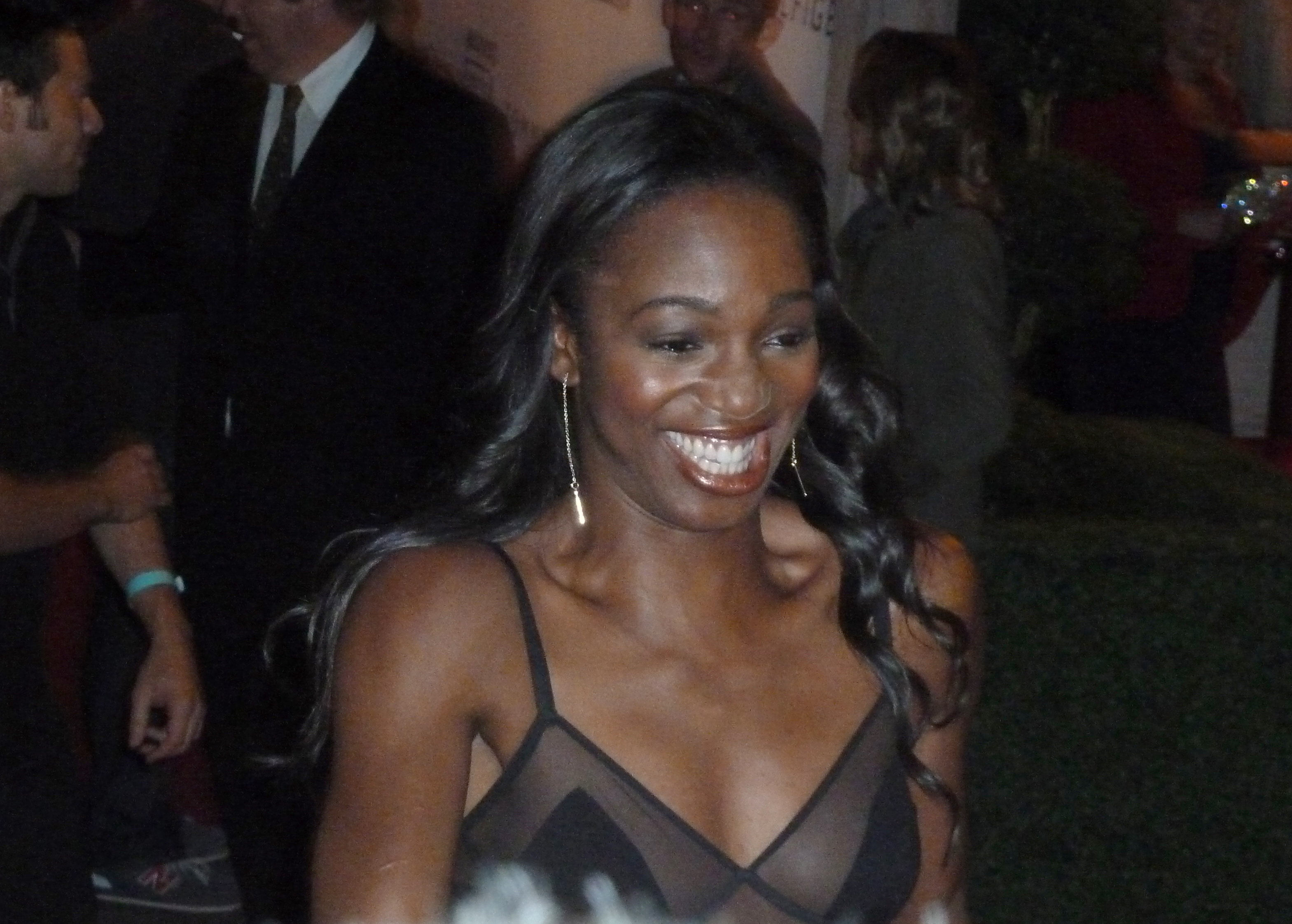
Enuka Okuma (* 1976)

- Ōkubo, Yū (* 1997), japanischer Fußballspieler
- Ōkubo, Yūki (* 1984), japanischer Fußballspieler
- Okubo, Yuri (* 2000), japanischer Snowboarder
- Ōkuchi, Jun’ichirō, japanischer Jazzmusiker
- OKUDA (* 1980), spanischer Streetart-Künstler
- Okuda, Aki (* 1992), japanischer Bürgeraktivist
- Okuda, Amy (* 1989), US-amerikanische Schauspielerin und ModelAmy Okuda (* 1989)
- Okuda, Daijirō (* 1989), japanischer Fußballspieler
- Okuda, Eiji (* 1950), japanischer Schauspieler und Regisseur
- Okuda, Eisen (1753–1811), japanischer Töpfer
- Okuda, Gensō (1912–2003), japanischer Maler
- Okuda, Hayato (* 2001), japanischer Fußballspieler
- Okuda, Hideo (* 1959), japanischer Autor
- Okuda, Hiroki (* 1992), japanischer Fußballspieler
- Okuda, Jun (* 1957), japanischer Chemiker
- Okuda, Keisuke (* 1996), japanischer Zehnkämpfer
- Okuda, Kōya (* 1994), japanischer Fußballspieler
- Okuda, Michael, US-amerikanischer künstlerischer Leiter und Scenic Art Supervisor
- Okuda, Rieko, japanische Jazzmusikerin (Piano)
- Okuda, Sayume (* 1936), japanische Kunstgewerblerin
- Okuda, Tatsurō (* 1988), japanischer Fußballspieler
- Okuda, Yudai (* 1997), japanischer Fußballspieler
- Okudah, Jeff (* 1999), US-amerikanischer American-Football-Spieler
- Okudaira, Daiken (* 2003), japanischer Schauspieler
- Okudaira, Shingo (* 1966), japanischer Jazzmusiker (Schlagzeug)
- Okudera, Yasuhiko (* 1952), japanischer Fußballspieler, -trainer und -funktionär
- Okudschawa, Bulat Schalwowitsch (1924–1997), russischer Schriftsteller und LiedermacherBulat Schalwowitsch Okudschawa (1924–1997)

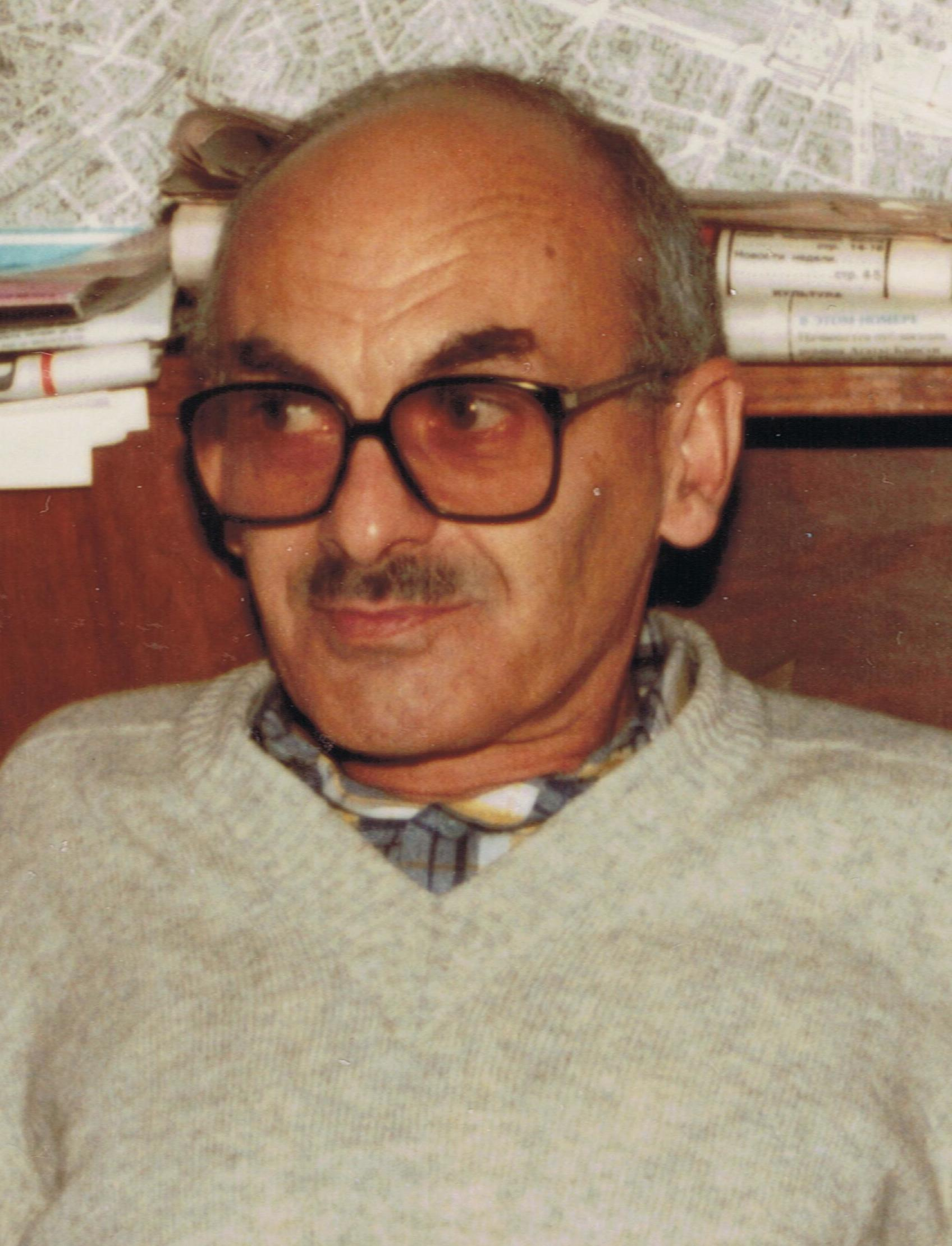
Bulat Schalwowitsch Okudschawa (1924–1997)

- Okugawa, Masaya (* 1996), japanischer Fußballspieler
- Okugn, Omod (* 2000), äthiopischer Weitspringer
- Okuhara, Nozomi (* 1995), japanische Badmintonspielerin
- Okuhara, Takashi (* 1972), japanischer Fußballspieler
- Okui, Hiroki (* 1999), japanischer Fußballspieler
- Okui, Ryō (* 1990), japanischer Fußballspieler
- Okuizumi, Hikaru (* 1956), japanischer Schriftsteller
- Okujewa, Amina (1983–2017), tschetschenischstämmige Ärztin, Euromaidanaktivistin und Polizeileutnant
- Okuka, Miloš (* 1944), Slawist an der LMU München
- Okulaja, Ademola (1975–2022), deutscher Basketballspieler und Spielerberater
- Okuliár, Emil (* 1931), tschechoslowakischer Skilangläufer
- Okuliar, Oliver (* 2000), slowakischer Eishockeyspieler
- Okulicki, Leopold (1898–1946), Führer der Polnischen Heimatarmee
- Okulow, Artjom Maximowitsch (* 1994), russischer Gewichtheber
- Okulowa, Glafira Iwanowna (1878–1957), russische Revolutionärin
- Okuma, Enuka (* 1976), kanadische SchauspielerinEnuka Okuma (* 1976)
- Ōkuma, Kenta (* 1997), japanischer Fußballspieler
- Ōkuma, Kiyoshi (* 1964), japanischer Fußballspieler
- Ōkuma, Kotomichi (1798–1868), japanischer Waka-Dichter der späten Edo-Zeit
- Ōkuma, Masahiko (* 1966), japanischer Judoka
- Ōkuma, Noriko (* 1980), japanische Badmintonspielerin
- Ōkuma, Shigenobu (1838–1922), 8. und 17. Premierminister von Japan
- Ōkuma, Yūji (* 1969), japanischer Fußballspieler
- Okumak, Volkan (* 1989), deutsch-türkischer Fußballspieler
- Okumiya, Daichi (* 1988), japanischer Fußballspieler
- Okumiya, Takeyuki (1857–1911), japanischer Sozialaktivist
- Okumoto, Yuji (* 1959), US-amerikanischer SchauspielerYuji Okumoto (* 1959)

Yuji Okumoto (* 1959)

- Okumu, Dave (* 1976), kenianischer Fusionmusiker (Gitarre, Bass, Gesang, Songwriting)
- Okumu, Lucy Aber (* 1988), ugandische Speerwerferin
- Okumura, Ioko (1845–1907), japanische Frauenrechtlerin
- Okumura, Jin (* 2001), japanischer Fußballspieler
- Okumura, Kōichi (1904–1974), japanischer Maler der Nihonga-Richtung
- Okumura, Kōji (* 1998), japanischer Fußballspieler
- Okumura, Masanobu (1686–1764), japanischer Ukiyoe-Künstler
- Okumura, Takeshi (* 1952), japanischer Poolbillardspieler
- Okumura, Togyū (1889–1990), japanischer Maler, Nihonga
- Okumura, Yoshihisa (1926–2023), japanischer Ingenieur und Mobilfunk-Pionier
- Okumura, Yoshiyuki (* 1993), japanischer Fußballspieler
- Okun, Arthur Melvin (1928–1980), US-amerikanischer Ökonom
- Okun, Charles (1924–2005), US-amerikanischer Filmproduzent und Regieassistent
- Okun, Christian, deutscher Fußballfunktionär
- Okuń, Edward (1872–1945), polnischer Maler des Jugendstils
- Okun, Jakow (* 1972), russischer Jazzmusiker (Piano, Komposition)
- Okun, Lew Borissowitsch (1929–2015), sowjetischer bzw. russischer Physiker
- Okun, Noam (* 1978), israelischer Tennisspieler
- Okun, Volker (* 1948), deutscher Politiker (CDU), MdHB
- Okunakol, Muhammed (* 1998), türkischer Fußballspieler
- Okundaye, Kelvin (* 1993), deutsch-nigerianischer Basketballspieler
- Okunew, German Grigorjewitsch (1931–1973), russischer Komponist
- Okunewska, Sofia (1865–1926), ukrainische Ärztin
- Okunewskaja, Tatjana Kirillowna (1914–2002), sowjetische bzw. russische Schauspielerin
- Okung, Russell (* 1987), US-amerikanischer American-Football-Spieler
- Okungbowa, Osarenren (* 1994), österreichischer Fußballspieler
- Ōkuni, Takamasa (1793–1871), japanischer Gelehrter auf dem Gebiet der „Nationallehre“ (Kokugaku)
- Ōkuni, Tomimaru (* 1931), japanischer Amateurastronom
- Okunishi, Masaru (1926–2015), japanischer Langzeit-Häftling
- Okunjewa, Oksana (* 1990), ukrainische Hochspringerin
- Okunkow, Andrei Jurjewitsch (* 1969), russischer Mathematiker
- Okuno, Ayaka (* 1995), japanische Tennisspielerin
- Okuno, Fumiko (* 1972), japanische Synchronschwimmerin
- Okuno, Haruna (* 1999), japanische Ringerin
- Okuno, Hiroaki (* 1989), japanischer Fußballspieler
- Okuno, Kōhei (* 2000), japanischer Fußballspieler
- Okuno, Ryōsuke (* 1968), japanischer Fußballspieler
- Okuno, Seiichirō (* 1974), japanischer Fußballspieler
- Okuno, Takeo (1926–1997), japanischer Literaturkritiker
- Okunuki, Kanji (* 1999), japanischer Fußballspieler
- Okuonghae, Greg Orobosa, nigerianischer Badmintonspieler
- Okupe, Doyin (1952–2025), nigerianischer Politiker
- Okupniak, Werner (1940–2022), deutscher Fußballspieler
- Okur, Ali (* 1992), türkischer Fußballspieler
- Okur, Emre (* 1984), türkischer Fußballspieler
- Okur, Mehmet (* 1979), türkischer BasketballspielerMehmet Okur (* 1979)

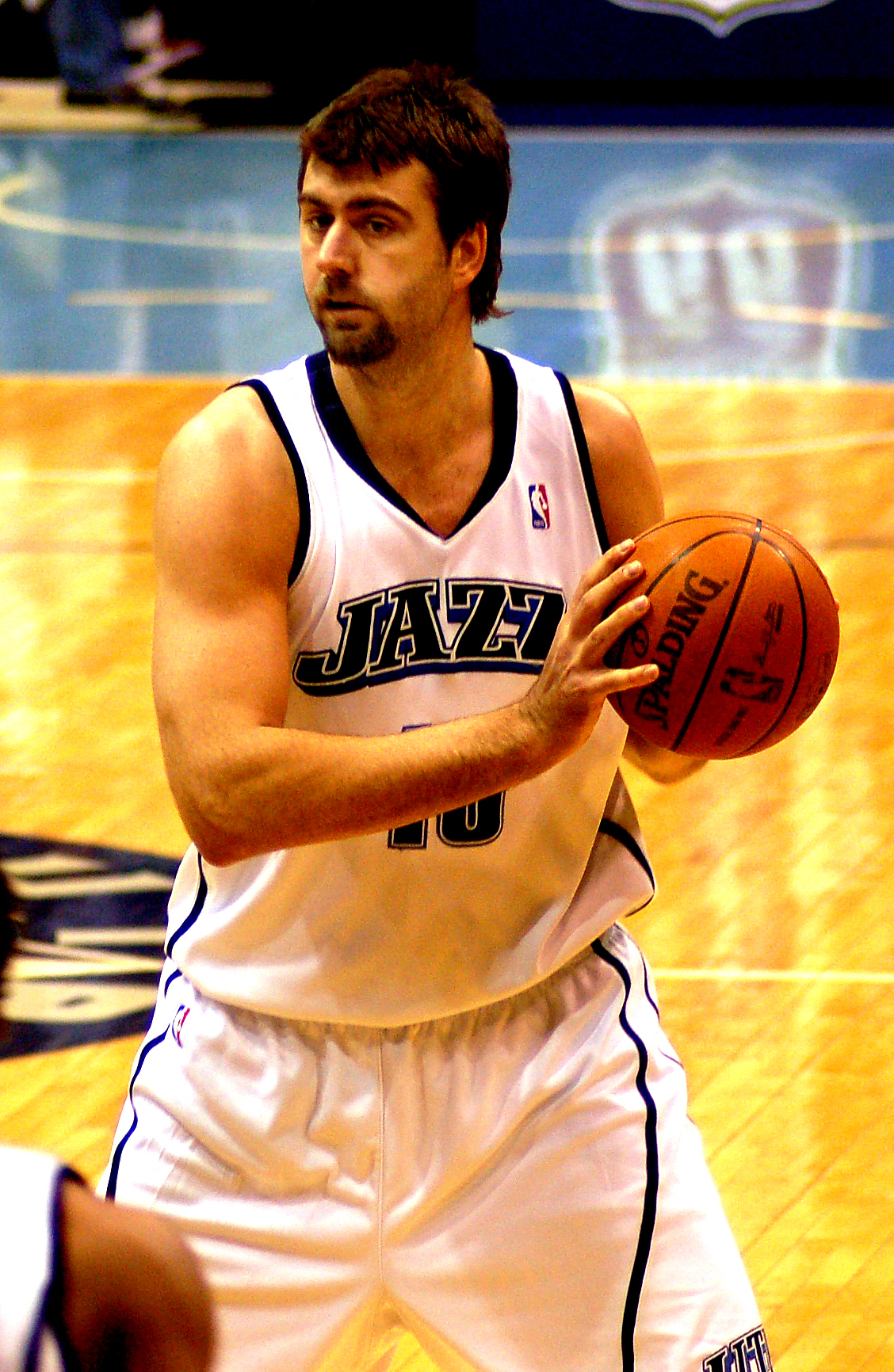
Mehmet Okur (* 1979)

- Ōkura, Kihachirō (1837–1928), japanischer Unternehmer
- Okura, Meg (* 1973), US-amerikanische Jazzmusikerin
- Ōkura, Nagatsune (* 1768), japanischer Agronom
- Ōkura, Satoshi (* 1969), japanischer Fußballspieler
- Okuroğlu, Feti (* 1971), türkischer Fußballspieler und -trainer
- Okushiba, Sotoo (* 1945), japanischer Skilangläufer
- Okutan, Melih (* 1996), türkischer Fußballspieler
- Okute Sica, John (1890–1964), Lakota-kanadischer Farmer, Historiker und Schriftsteller
- Okutoyi, Angella (* 2004), kenianische Tennisspielerin
- Ōkutsu, Mayumi (* 1968), japanische Curlerin
- Okuwaki, Rinon (* 2004), japanische Tennisspielerin
- Okuyama, Akifumi (* 1982), japanischer Eishockeyspieler
- Okuyama, Emiko (* 1951), japanische Politikerin
- Okuyama, Masayuki (* 1993), japanischer Fußballspieler
- Okuyama, Takurō (* 1983), japanischer Fußballspieler
- Okuyama, Yasuhiro (* 1985), japanischer Fußballspieler
- Okuyama, Yōhei (* 1999), japanischer Fußballspieler
- Öküz Mehmed Pascha († 1619), osmanischer Staatsmann und Großwesir des Osmanischen Reiches
- Okuzawa, Zenji (1937–2021), japanischer Leichtathlet

### Okv
- Okvana, Viki Indra (* 1988), indonesischer Badmintonspieler

### Okw
- Okwaci, Rebecca, Journalistin und Politikerin im Südsudan
- Okwanga, Noel (* 2003), deutscher Filmschauspieler
- Okwara, Frederick Ogechi (* 1989), nigerianischer Fußballspieler
- Okwara, Romeo (* 1995), US-amerikanischer American-Football-Spieler
- Okwaraji, Samuel (1964–1989), nigerianischer Fußballspieler
- Okwelogu, Nwanneka (* 1995), nigerianische Leichtathletin
- Okwiri, Rayton (* 1986), kenianischer Boxer
- Okwonga, Musa (* 1979), britisch-ugandischer Schriftsteller und Musiker
- Okwose, Faith (* 2006), nigerianische Sprinterin
- Okwunwanne, Jaycee (* 1985), nigerianisch-bahrainischer Fußballspieler

### Oky
- Okyar, Fethi (1880–1943), Ministerpräsident der TürkeiFethi Okyar (1880–1943)

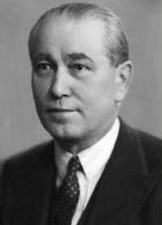
Fethi Okyar (1880–1943)

- Okyar, Vedat (1945–2009), türkischer Fußballspieler und -trainer
- Okyay, Azra Deniz (* 1983), türkische Filmregisseurin
- Okyay, Ibrahim (* 1969), türkischer Rennfahrer
- Okyay, Kemal (* 1985), türkischer Fußballspieler
- Okyir, Kofi (* 1951), ghanaischer Leichtathlet